# Airbus A340

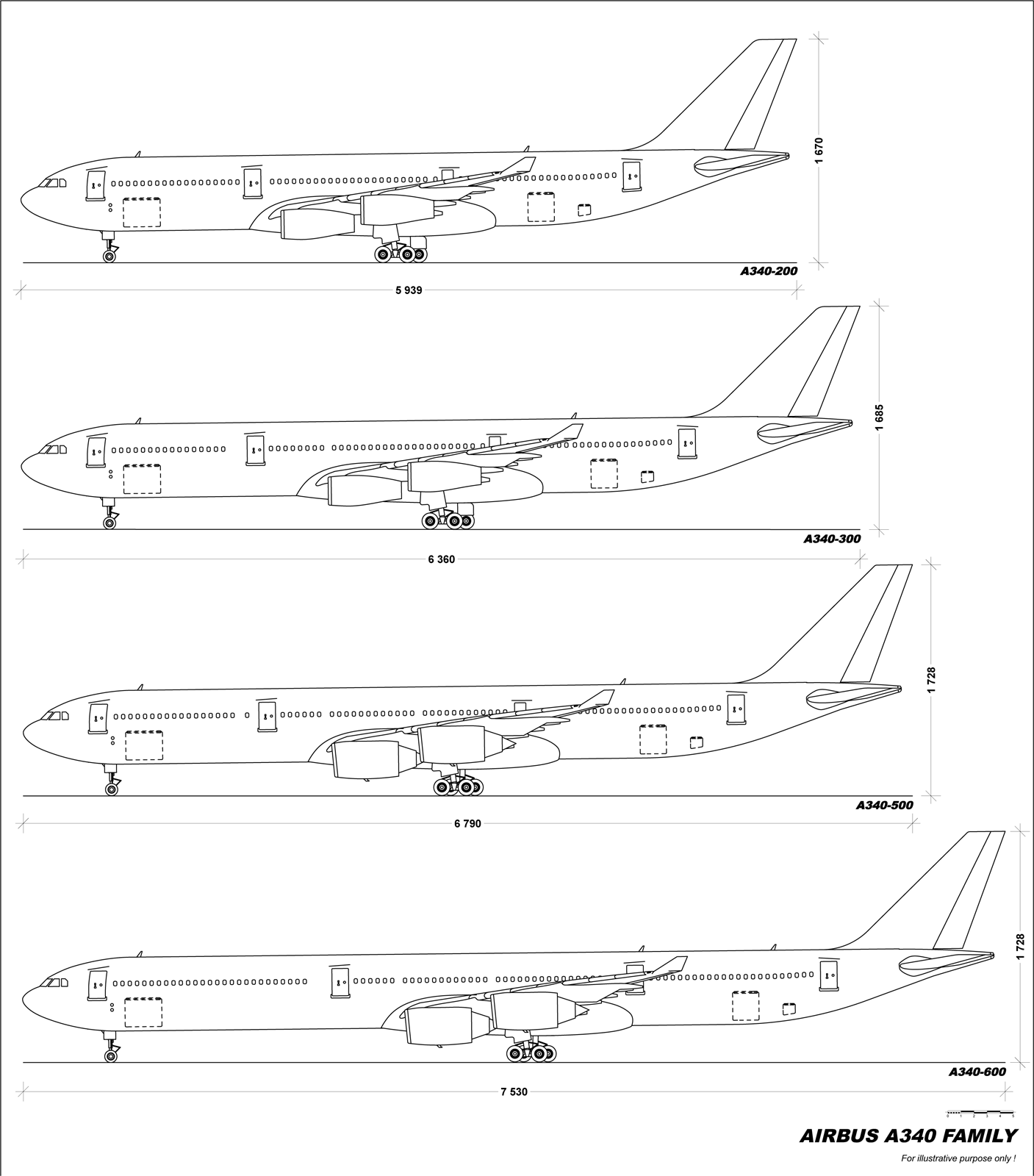
Seitenansicht der vier A340-Versionen (Angaben in cm)

Der Airbus A340 ist ein vierstrahliges Großraumflugzeug des europäischen Flugzeugherstellers Airbus. Der Erstflug dieses Langstreckenflugzeugs fand am 25. Oktober 1991 in der Version A340-300 statt. Der Tiefdecker war das erste Verkehrsflugzeug von Airbus mit vier Triebwerken und das erste zivile Großraumflugzeug weltweit mit digitaler Fly-by-wire-Steuerung. Der Airbus A340 wurde parallel zum zweistrahligen Airbus A330 entwickelt, mit dem er viele Merkmale und Baugruppen gemeinsam hat. Die Endmontage der A340 fand in Toulouse auf einer gemeinsamen Taktstraße zusammen mit der A330 statt. Bis Mai 2013 wurden alle 377 bestellten Flugzeuge dieses Typs ausgeliefert, von denen Ende März 2018 noch 275 im Dienst waren.
Am 10. November 2011 gab Airbus bekannt, die Produktion der vierstrahligen A340 einzustellen. Das Nachfolgemodell ist der zweistrahlige Airbus A350, während der vierstrahlige Airbus A340 deutlich größer ist, aber weniger effizient als z. B. der Airbus A350-900 ULR (Ultra-Long-Range).
Obwohl die Europäer durch den Airbus A300 in den 1970er Jahren das Konzept der modernen zweistrahligen Großraumflugzeuge („Widebody Twinjet“) vorweggenommen haben, war der Markterfolg gegenüber drei- und vierstrahligen Modellen der US-Hersteller einige Zeit behindert durch eingeschränkte Freiheit bei der Routengestaltung über Ozeanen. Die ETOPS-Regularien über Zuverlässigkeit erforderten Umwege um in der Nähe von Ausweichflughäfen zu bleiben. Erst als viele Twinjets Zuverlässigkeit bewiesen hatten und Mitte der 1980er die Boeing 767 das A300-Konzept übernahm, wurden die Genehmigungen leichter erteilt. Die A340-Familie war mit Dienstbeginn 1993 ein später Einstieg von Airbus in die Königsklasse der Quadjets und wird mit 377 bis 2012 ausgelieferten Exemplaren zum Teil als Misserfolg bezeichnet; ausgeglichen wird die Bilanz durch das Schwestermodell Airbus A330, es wird mit über 1800 Stück weiterhin gebaut. Allerdings hat die A340 mehrere Rekorde gebrochen, bei einem Testflug von Paris-Le Bourget nach Auckland gleich 11 Rekorde.

## Geschichte

### Konzeption
Bereits 1981 wurden erste Studien für die A340 bekannt, die unter dem Namen TA11 – Twin Aisle, also etwa „(Flugzeug mit) zwei Gängen“ als Synonym für Großraumflugzeuge – in der britischen Flugzeugzeitschrift Air International veröffentlicht wurden. Ebenfalls wurden damals die Konzepte der späteren A320 unter dem Namen SA9 und der späteren A330 unter dem Namen TA9 vorgestellt, wobei auch die grundsätzlichen Leistungsdaten genannt wurden. Trotz der nachdrücklichen Forderung der Lufthansa, die Entwicklung der TA11 zu forcieren, zog Airbus jedoch das A320-Programm vor und stellte damit die Entwicklung der TA9/TA11 zurück.

### Entwicklung

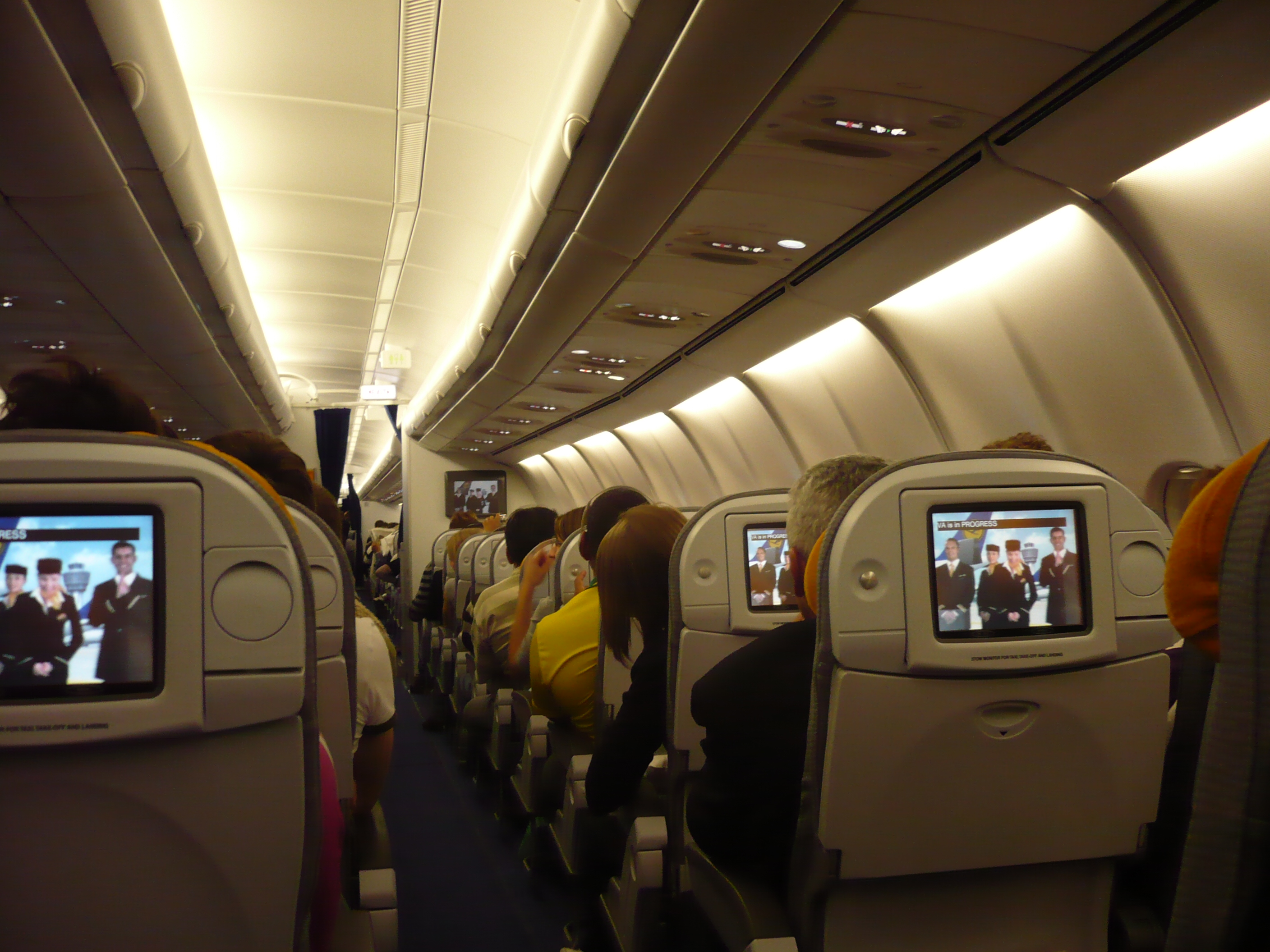
Economy-Kabine einer A340-600 der Lufthansa

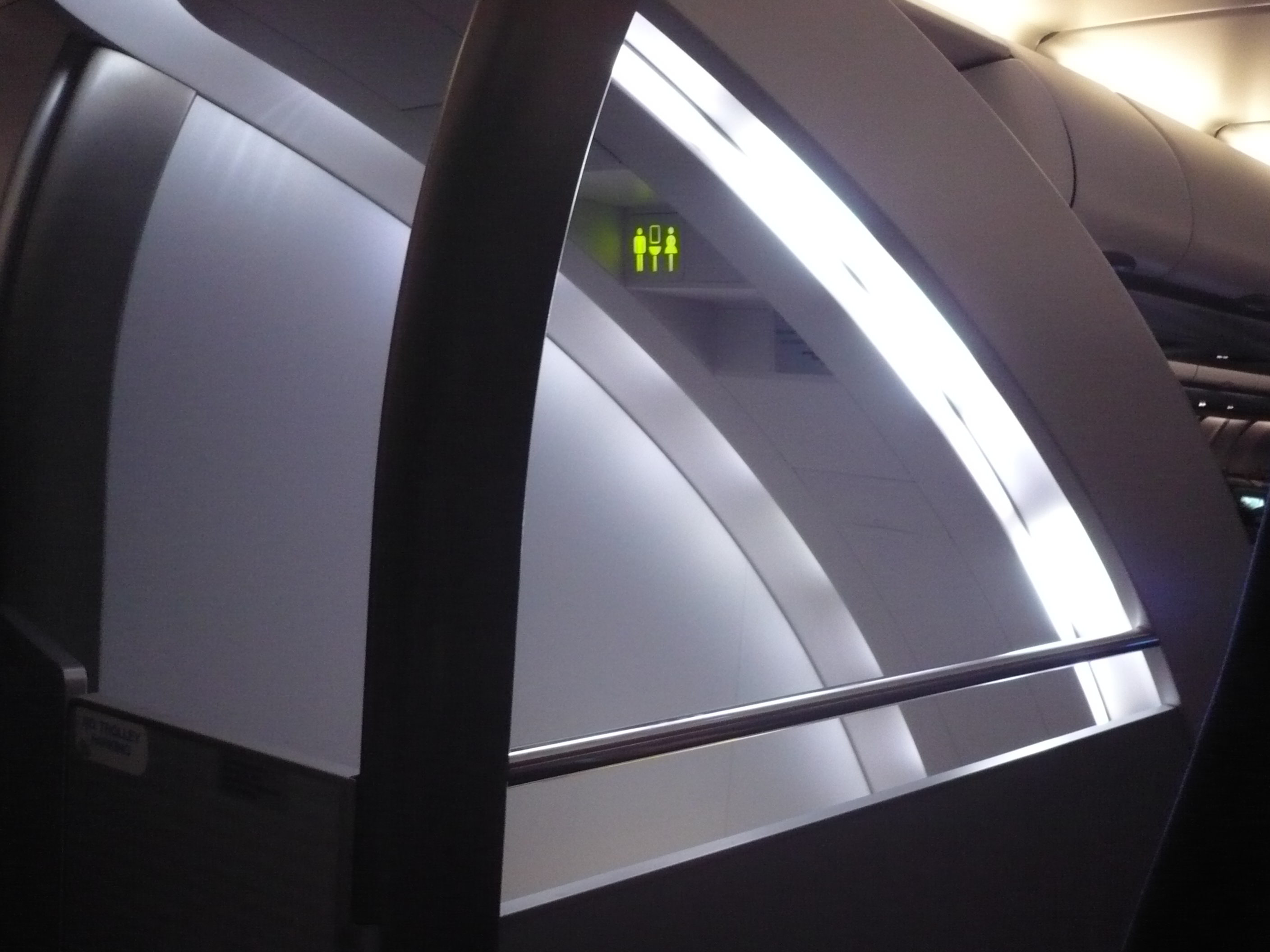
Treppe in der Version der A340-600 mit Sanitäranlagen im Unterdeck

Das neue Flugzeugprogramm wurde inoffiziell am 24. Januar 1986 in München und offiziell am 5. Juni 1987 mit dem Ziel gestartet, das Airbus-Programm, das bisher lediglich aus Flugzeugtypen für Kurzstrecken (A320), Mittelstrecken (A300) und Langstrecken für kleine Passagieraufkommen (A310) bestand, mit einem (Ultra-)Langstreckenflugzeug mittlerer Passagierkapazität nach oben hin abzurunden. Zu dieser Zeit gab es genau für dieses Segment des Linienverkehrs eigentlich nur die US-amerikanischen, veralteten Flugzeugtypen McDonnell Douglas DC-10 und Lockheed L-1011, einige kostenintensivere östliche Verkehrsflugzeuge, ebenso die für Langstrecken geeignete Boeing 767, deren Nachteil die Ausstattung mit nur zwei Triebwerken war. Für die Boeing 767 musste immer eine Flugroute in geringerer Distanz zu Flugplätzen gewählt werden, um im Falle eines Triebwerkausfalls notlanden zu können. Da diese Auflage unter anderem auf der Atlantikstrecke zu deutlich längeren Flugstrecken führt, wurde die A340 mit vier Triebwerken geplant. Damit umging man, wie bei der ebenfalls vierstrahligen Boeing 747, diese ETOPS-Einschränkungen. Das gab den Fluggesellschaften neben der Treibstoffersparnis ein Argument zur Beruhigung ggf. besorgter Passagiere. Noch in den späten 1990er-Jahren wurde mit diesen Argumenten geworben, als die mit zwei Triebwerken auf den Markt kommende Boeing 777 der A340 Konkurrenz machte. Virgin Atlantic Airways beispielsweise warb für seine damals ausschließlich aus vierstrahligen Flugzeugen bestehende Flotte mit dem Wahlspruch „4 Engines 4 Long Haul“ (in etwa: „Vier Triebwerke für die Langstrecke“).

### Probleme beim SuperFan
Die Entwicklung des Airbus A340 lief bis auf Schwierigkeiten bei den Triebwerken vergleichsweise problemlos ab: Ursprünglich wollten sowohl CFM International als auch International Aero Engines Triebwerke für die neue A340 anbieten und liefern. Jedoch war nur das CFM International CFM56 in den späten 1980er-Jahren stark genug, um den grundsätzlichen Anforderungen von Airbus gerecht zu werden; das von IAE angebotene Triebwerk V2500 erwies sich auch in der damals höchsten Entwicklungsstufe als zu leistungsschwach. Jedoch bot IAE eine revolutionäre Weiterentwicklung an: Aus dem Kerntriebwerk des V2500 wollte man einen Getriebefan namens SuperFan entwickeln. Das Konzept beinhaltete einen großen Bläser, der über ein Untersetzungsgetriebe angetrieben werden sollte. Um eine hohe Leistung zu erreichen, sollte er über verstellbare Schaufeln verfügen. Um wettbewerbsfähig zu bleiben, entwickelte CFM zeitgleich eine neue Version ihres CFM56, welche die geforderten Leistungsparameter leicht übertraf und man schaffte es, weiterhin eine Alternative zu bleiben. Airbus und seine Kunden bevorzugten jedoch IAEs SuperFan, da dieses Triebwerk eine weitaus höhere Wirtschaftlichkeit versprach. Experten bezweifelten jedoch von Anfang an die Versprechungen IAEs, in der Kürze der Zeit ein derart komplexes Triebwerk, für das viele neue Technologien benötigt wurden, zu entwickeln. Es kam schließlich zum Debakel: Am 7. April 1987 gab das Unternehmen bekannt, die Entwicklung am SuperFan vollkommen einzustellen. Dies war kurz- wie auch langfristig ein harter Schlag für das A340-Programm. Das CFM56 als nun einziges verfügbares Triebwerk erreichte bei weitem nicht die Leistungen des SuperFans. Airbus musste somit einige Änderungen am Flugzeug durchführen. Die Spannweite wurde um zwei Meter erhöht und die eigentlich vorgesehen Wingtip Fences, die auch an der A310 und A380 installiert sind, wurden durch 2,74 Meter hohe, auftriebserzeugende Winglets ersetzt. Diese Winglets bekam auch der Airbus A330, weil bei ihm die gleichen Tragflächen wie bei der A340 verwendet werden. Darüber hinaus wurden einige geplante Systemeinbauten aus Gewichtsgründen gestrichen, wodurch die ursprünglichen Leistungsgarantien der A340 wieder erreicht werden konnten. Jedoch sind die CFM56-Versionen der A340 an der Grenze der Leistungssteigerbarkeit der CFM56-Triebwerksfamilie angelangt. Daher wurden die späteren Versionen A340-500/-600 mit Rolls-Royce Trent 500 ausgestattet.

### Verkaufsprobleme mit steigendem Ölpreis
Als in den 1990er-Jahren und insbesondere ab 2001 der Ölpreis immer mehr zu steigen begann und gleichzeitig die ETOPS-Regelungen für die im gleichen Marktsegment operierenden, zweistrahligen Boeing 777 immer großzügiger wurden, trat der größte Vorteil des Vierstrahlers, an keine Beschränkungen gebunden zu sein, immer mehr in den Hintergrund und die Nachteile des Konzepts wurden immer deutlicher: Vier Triebwerke benötigen mehr Kontrollsysteme, verursachen mehr Gewicht, höhere Wartungskosten, und verbrauchen mehr Kerosin. Hier zeigte sich nun der Vorteil der zweistrahligen A330, die sich weiterhin sehr gut verkaufte und somit Hartmut Mehdorns (damals Vorstandsmitglied der Deutschen Aerospace AG) Voraussage bestätigte, in der er – der Meinung der meisten Fachleute widersprechend – voraussagte, die ursprünglich eigentlich für Charterfluggesellschaften konzipierte A330 werde sich langfristig dreimal so gut verkaufen wie die A340. Dennoch können ohne ETOPS weiterhin speziell im Pazifik-Raum bis heute direktere Routen geflogen werden. Ungeachtet dessen gewann Boeing immer mehr Aufträge für die Boeing 777, während Airbus die A340 seltener verkaufen konnte: Im Jahr 2005 verkaufte das Unternehmen beispielsweise nur 15 Flugzeuge, während Boeing im selben Zeitraum 154 Bestellungen für die Boeing 777 erhielt. Airbus reagierte schließlich darauf sowie auf die neue Boeing 787 mit der Entwicklung des zweistrahligen Langstreckenflugzeugs A350 XWB.

### Einstellung des Programms
In einer EADS-Pressemitteilung am 10. November 2011 wurden einmalige positive Auswirkungen auf das EBIT der ersten neun Monate 2011 in Höhe von 192 Mio. € angegeben, die mit der Einstellung des A340-Programms begründet wurden. Airbus teilte gleichzeitig mit, dass der Kundendienst für den A340 bestehen bleibt.

### Auslieferungsbilanz
Die letzte Maschine der ursprünglichen Versionen (340-200/-300), eine A340-300 in VIP-Ausstattung, verließ im September 2008 die Produktionslinie. Das Flugzeug, das zur letzten Bestellung einer A340 gehörte, war eine A340-600X und wurde am 16. Juli 2010 an Iberia ausgeliefert.
Airbus bekam insgesamt 377 Aufträge (375 Auslieferungen). Davon waren 246 A340-200/300, die alle ausgeliefert wurden und 131 A340 der Versionen -500 und -600, von denen bis 30. November 2011 129 Exemplare an die Kunden übergeben wurden. Die beiden letzten A340 des Untertyps A340-500, die von Kingfisher Airlines bestellt, aber nicht abgenommen wurden, verkaufte Airbus am 15. November 2012 an die Leasingfirma AJW Capital. AJW Capital hat die beiden A340-500 an Azerbaijan Airlines weiterveräußert.
Im Dezember 2015 verfügte Airbus über 22 gebrauchte A340, von denen manche nach Wegfall der Iran-Sanktionen 2016 vom Iran gekauft werden konnten. Als im Zuge der Corona-Krise 2020 viele Fluggesellschaften Flugzeuge stillgelegt hatten, stieg eine iranische Fluggesellschaft zum zweitgrößten A340-Betreiber – nach der Lufthansa – auf. Obwohl die Sanktionen unter der Trump-Regierung wieder in Kraft gesetzt worden waren, gelangten im Dezember 2022 vier gebrauchte A340 in den Iran.

## Kommunalität
In vielen Bereichen dieses Flugzeugs findet man die Anwendung der sogenannten Kommunalität wieder. Das bedeutet, dass Systeme verschiedener Flugzeugtypen identisch sind, um dadurch Kosten einzusparen. So ist etwa die A340 eng mit dem Airbus A330 verwandt. Gegenüber der zweistrahligen A330 sind die Tragflächen im Bereich der äußeren Triebwerke verstärkt. Viele weitere Baugruppen sind mit denen der A330 identisch. Die Avionik ist im Wesentlichen die gleiche wie bei der A330 und der A320-Familie. Die CFM-International-CFM56-Triebwerke der beiden ersten Versionen A340-200 und -300 werden auch bei der Boeing 737 und der Airbus-A320-Familie eingesetzt. Außerdem ist das Cockpit mit dem der A320-Familie und der A330 gleich und weist mit dem von A350 und A380 große Ähnlichkeiten auf. Dadurch werden der Umschulungsaufwand der Piloten und die Einarbeitungszeit für Wartungstechniker verringert, was Kosten reduziert. Ebenfalls kommt es zu Synergieeffekten bei der Einlagerung von Ersatzteilen.

## Fertigung und Logistik

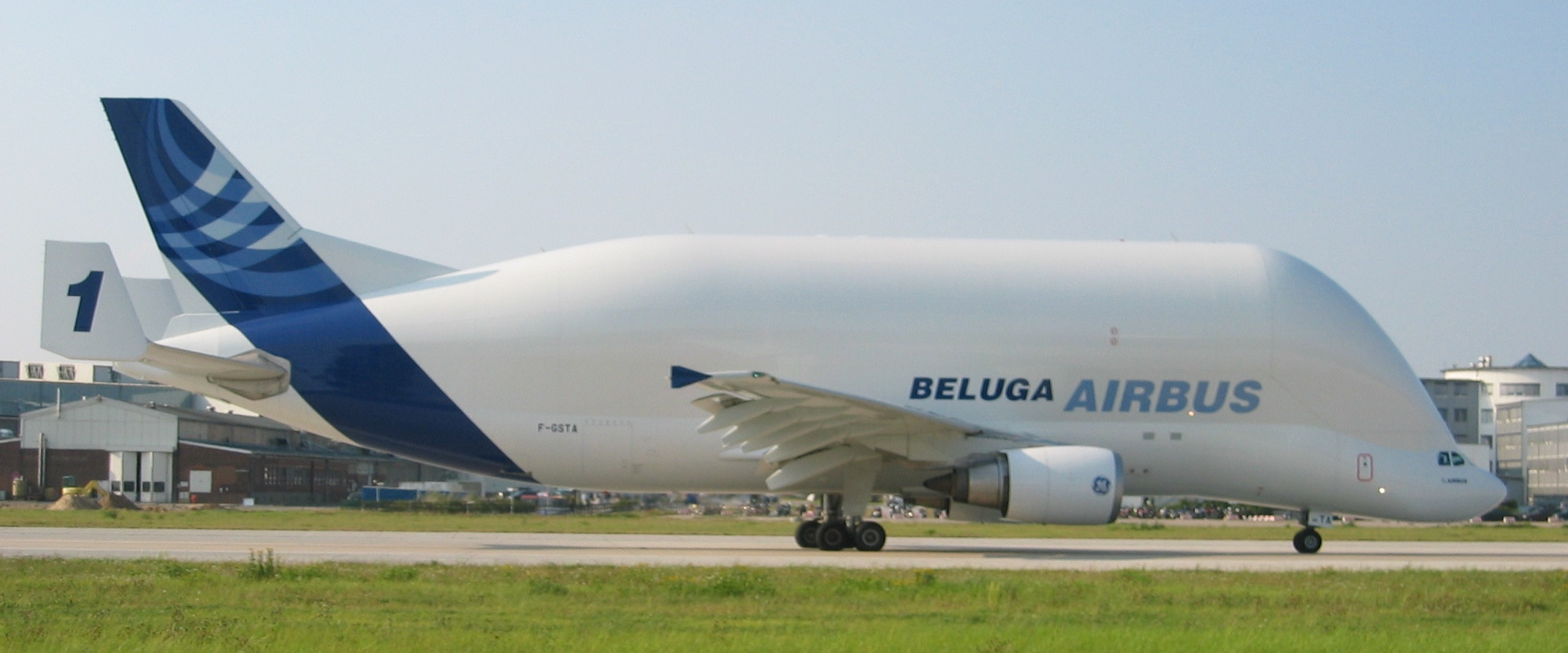
Airbus Beluga zum Transport der Bauelemente

Wie bei allen Airbus-Flugzeugen wurden die einzelnen Komponenten dezentral hergestellt, nur die Endmontage fand im französischen Toulouse statt. Die Bugsektion sowie die Aufhängungen der Triebwerksgondeln und ein Abschnitt des mittleren Rumpfes wurden ebenfalls in Frankreich gebaut, das Höhenleitwerk wurde in Spanien gefertigt. Die Airbus-Standorte in Deutschland bauten – mit Ausnahme der oben genannten Sektionen – den Rumpf, das Seitenleitwerk und die Kabineneinrichtung. Für die Tragflächen war das Airbus-Werk Broughton in Großbritannien zuständig. Der Transport der Rumpfsektion erfolgte durch den Airbus Beluga (A300-600ST).

## Technik

### Technische Neuerungen
Airbus betrachtet das A330/A340-Programm als eine einzelne, kombinierte Baureihe und hat es von Anfang an so entwickelt. Deswegen unterscheiden sich die beiden Typen nur zu einem sehr geringen Prozentsatz voneinander. Hauptsächlich sind hier die Tragflächen und das Kraftstoffsystem zu nennen, bedingt durch die verschiedene Anzahl der Triebwerke. Außerdem besitzt nur die A340 ein mittleres Hauptfahrwerk. Bei den Baureihen A340-500 und -600 sind weitere Unterschiede zur A330 hinzugekommen.
Erstmals wurde bei einem Großraumflugzeug das digitale Fly-by-wire-Flugkontrollsystem mit Sidesticks anstelle von Steuerhörnern verwendet; dieses hat Airbus von der Airbus-A320-Familie übernommen und weiterentwickelt. Von diesem wurde auch das inzwischen zum Standard bei Airbus gewordene Glas-Cockpit mit CRT- beziehungsweise später LCD-Bildschirmen übernommen, außerdem wurden konsequent weitere Sektoren des Rumpfes aus Verbundwerkstoffen gefertigt.

### Triebwerke

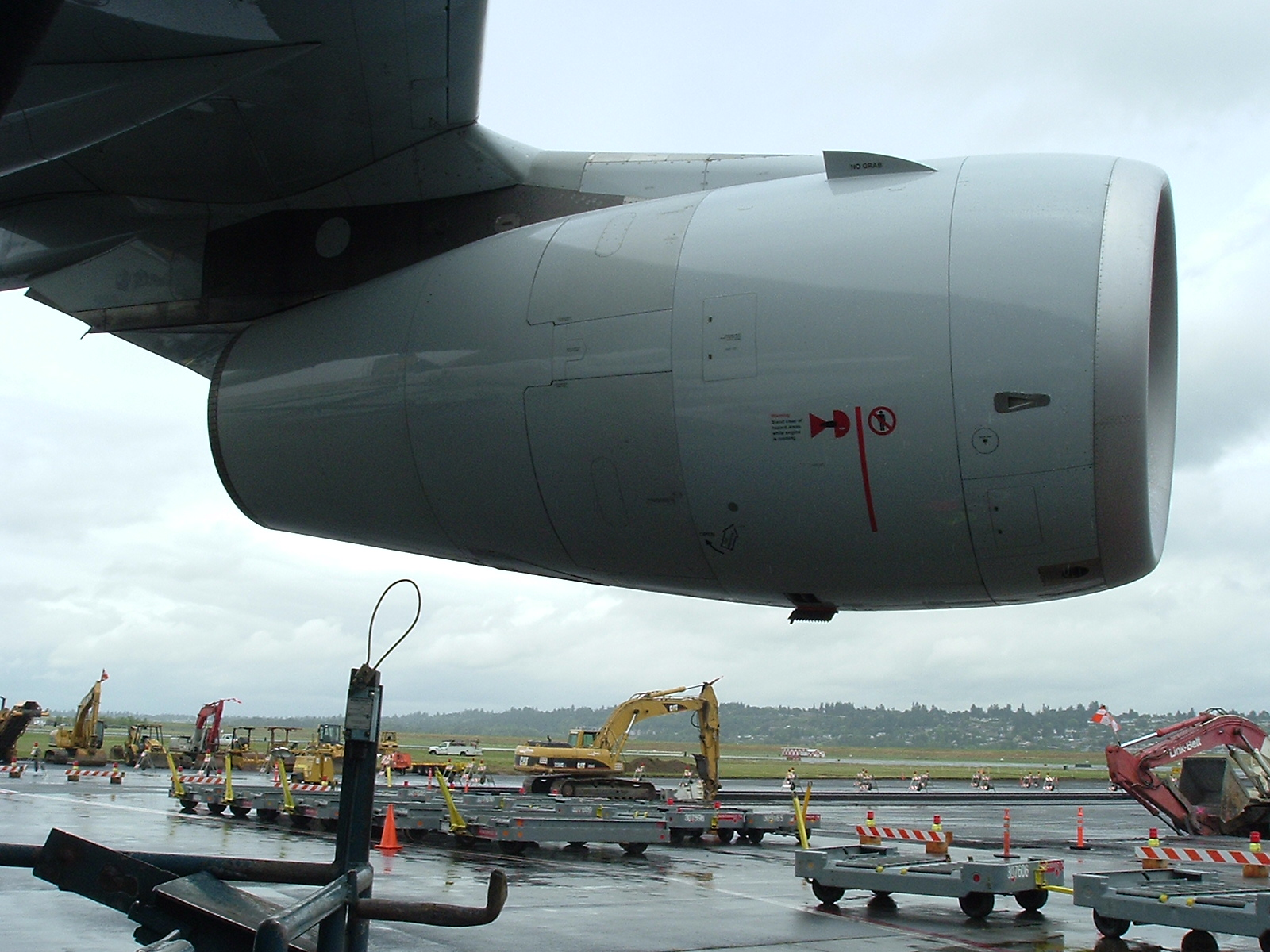
CFM International CFM56 an einer A340

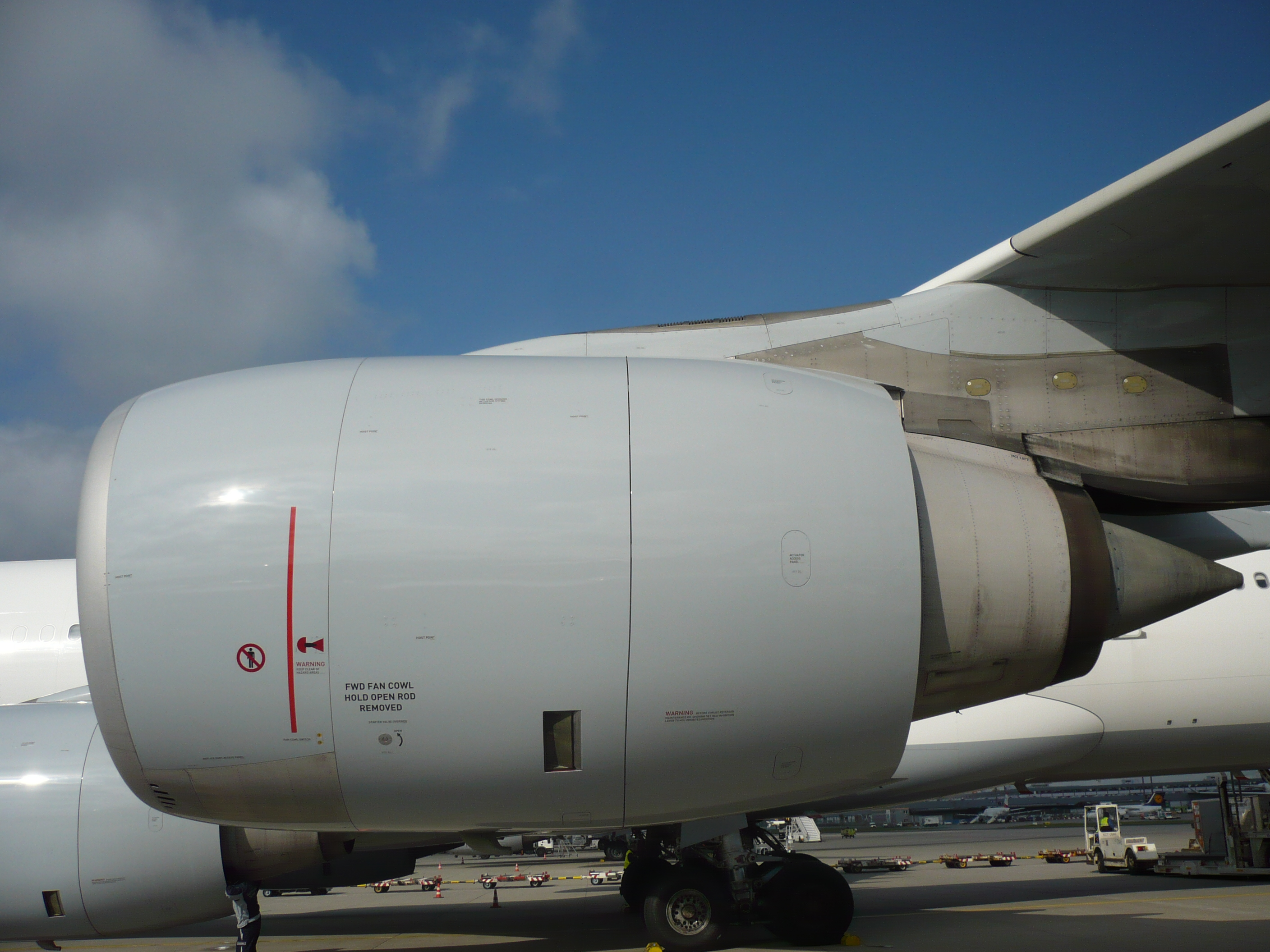
Rolls-Royce Trent 500 an einer A340-600

An der A340 kommen zwei Triebwerkstypen zum Einsatz, die in den Versionen der A340 jeweils exklusiv verwendet werden.
Für die Versionen A340-200 und -300 werden die Turbofan-Triebwerke CFM56-5C in drei Ausführungen mit bis zu 151,3 kN Schubkraft eingesetzt. Das CFM56 ist bei Schmalrumpfflugzeugen in der Verkehrsluftfahrt weit verbreitet. Das Herstellerkonsortium CFM International, welches das CFM56 entwickelt hat und vertreibt, ist eine Kooperation zwischen dem US-Hersteller General Electric und der französischen Snecma.
Für die Versionen A340-500 und -600 wurde vom britischen Hersteller Rolls-Royce bis zum Jahr 2000 das Turbofan-Triebwerk Trent 500 aus Vorgängermodellen entwickelt und in mittlerweile drei Versionen hergestellt. Die Triebwerke entwickeln je nach Ausführung bis zu 267 kN Schubkraft.

### Rumpf

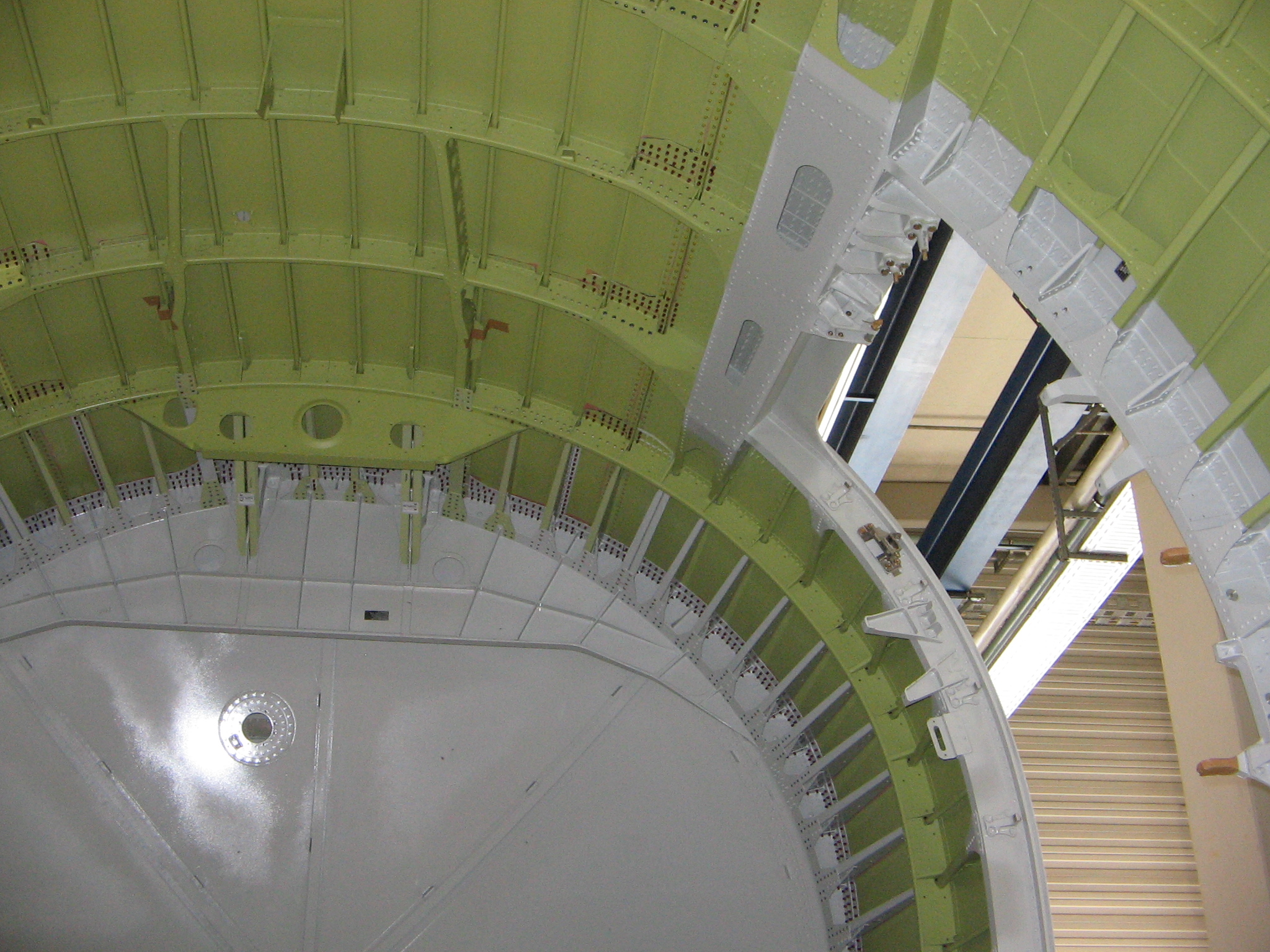
Rumpfsektion einer A340

Der Rumpf ist in Bauweise und Durchmesser aus dem A300/A310-Programm übernommen worden, wurde (je nach Version) entsprechend verlängert und durch die Lage der Türen modifiziert. Er ist in Aluminium-Halbschalenbauweise konstruiert und in Sektionen unterteilt, um den Transport zu erleichtern. Er ist komplett druckbelüftet, außer im Bereich des Fahrwerkes und des Heckkonus. Je nach Version hat die A340 acht (A340-200/300 und -500) oder zehn (A340-600) Türen, die zum Teil als Notausstiege konzipiert sind. Im unteren Rumpfbereich befindet sich vor und hinter dem Hauptfahrwerk je ein Frachtraum, der durch jeweils eine große Frachttür von der rechten Seite aus zu beladen ist. Die Frachträume sind komplett mit einem Rollenbahnsystem ausgestattet, das die Beladung mit Standardcontainern ermöglicht. Außerdem hat Airbus mehrere Varianten zur Nutzung des Frachtraumes mit einem mobilen Schlafcontainer für die Besatzung oder zusätzliche Kraftstofftanks im Programm. In der Version -500 ist hier ein fest eingebauter zweiter Centertank installiert.

### Leitwerk
Das Leitwerk der A340 ist als freitragendes, konventionelles Leitwerk mit Flossen und Rudern ausgeführt. Es hat keine Enteisungsmöglichkeit. Das Seitenleitwerk wurde von der A310 übernommen und besteht aus mit Kohlenstofffasern verstärktem Verbundwerkstoff. Das Höhenleitwerk wurde neu entwickelt. Die Höhenflosse ist zur Trimmung voll beweglich und besteht aus einem Aluminiumholm, der Rest ist ebenfalls aus mit Kohlenstofffasern verstärktem Kunstharz gefertigt. Jede Version der A340 hat im Höhenleitwerk einen Trimmtank eingebaut (ebenfalls von der A310 übernommen). Während des Fluges wird, durch einen Rechner gesteuert, zur Schwerpunktoptimierung Kraftstoff zwischen dem Trimmtank und den anderen Tanks hin- und hergepumpt. Die dadurch geringeren notwendigen Ausschläge des Höhenleitwerks führen zu einer Kraftstoffersparnis. Der Trimmtank kann auch als zusätzlicher Kraftstofftank genutzt werden. In der Version -200/-300 hat er eine Kapazität von 6200 Litern, in der Version -500/-600 fasst er 8200 Liter.

### Tragflächen

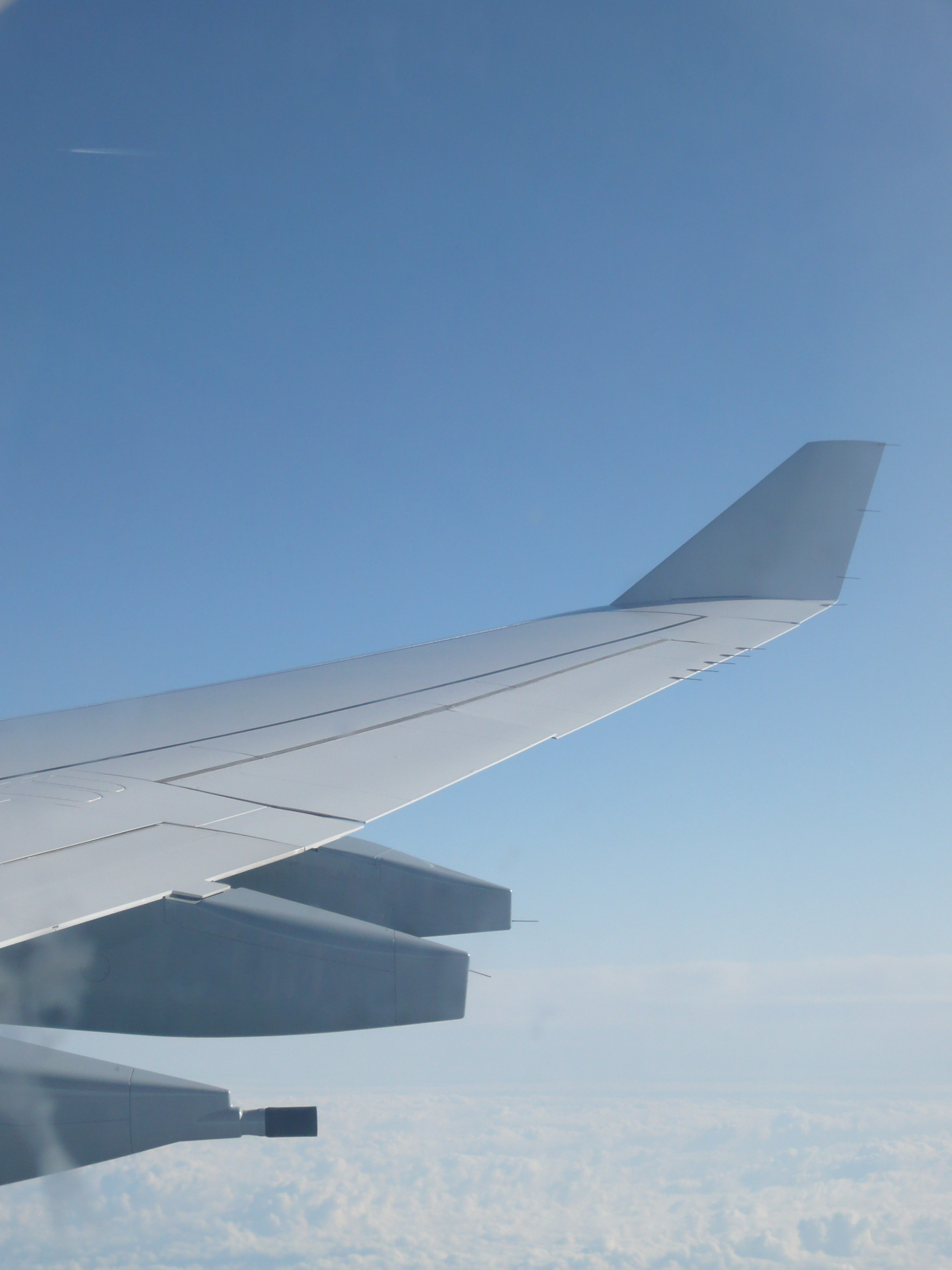
Tragfläche mit Winglet und Vorrichtung zum Treibstoffschnellablass an einer A340-600

Die A340 ist als Tiefdecker konzipiert. Die Tragflächen sind eine Neuentwicklung, in die aber die Erfahrungen aus der A310 eingeflossen sind. Hier wurde konsequent eine Fläche für den Langstreckeneinsatz entwickelt, woraus sich eine relativ hohe Spannweite ergab, auch um den erforderlichen Kraftstoff unterzubringen. Das Profil ist eine Weiterentwicklung des superkritischen Profils der A310. Die Tragflächen unterscheiden sich nur geringfügig von denen der A330, lediglich die Leitungen zu den Triebwerken und deren Aufhängungen sind unterschiedlich. Die Tragflächen bestehen aus drei Kastenholmen und sind aus Aluminium gefertigt. Die Pfeilung beträgt 30°. Sie sind fest mit der im Rumpf integrierten Flügelbox verbunden. In jeder Tragfläche befinden sich zwei Kraftstofftanks. Die A340 hat dazu noch einen Centertank im Rumpf, somit eine Kapazität von 135.000 Litern Kraftstoff. Verkleidungen, die äußeren Landeklappen, die Spoiler und Querruder sind aus Verbundfaserkunststoff gefertigt. Als Auftriebshilfen besitzt die A340 an den Tragflächenvorderkanten Slats, die an den Triebwerksaufhängungen unterbrochen sind. Sie können durch heiße Triebwerkszapfluft enteist werden. An der Hinterkante befinden sich die Flaps, diese sind als einfaches Fowlersystem ausgelegt und verlaufen durchgehend vom Rumpf bis zum äußeren Triebwerk. Hier schließen sich zwei unabhängige Querruder an, die von jeweils zwei Hydrauliksystemen angesteuert werden. Die Querruder werden durch auf der Tragflächenoberseite angebrachte Spoiler unterstützt. Diese dienen auch als Luftbremsen. An der Tragflächenspitze sind Winglets angebracht, die sowohl den Widerstand verringern, als auch selbst Auftrieb erzeugen.
Aufgrund des großen Unterschiedes zwischen maximalem Start- und Landegewicht sind alle Modelle der A340-Baureihe mit einer Anlage zum Notablassen von Kraftstoff ausgerüstet. Diese dient im Notfall dazu, schnell Gewicht zu verlieren, um das maximale Landegewicht zu erreichen und anschließend auf einem nahen Flughafen zu landen.

### Fahrwerk

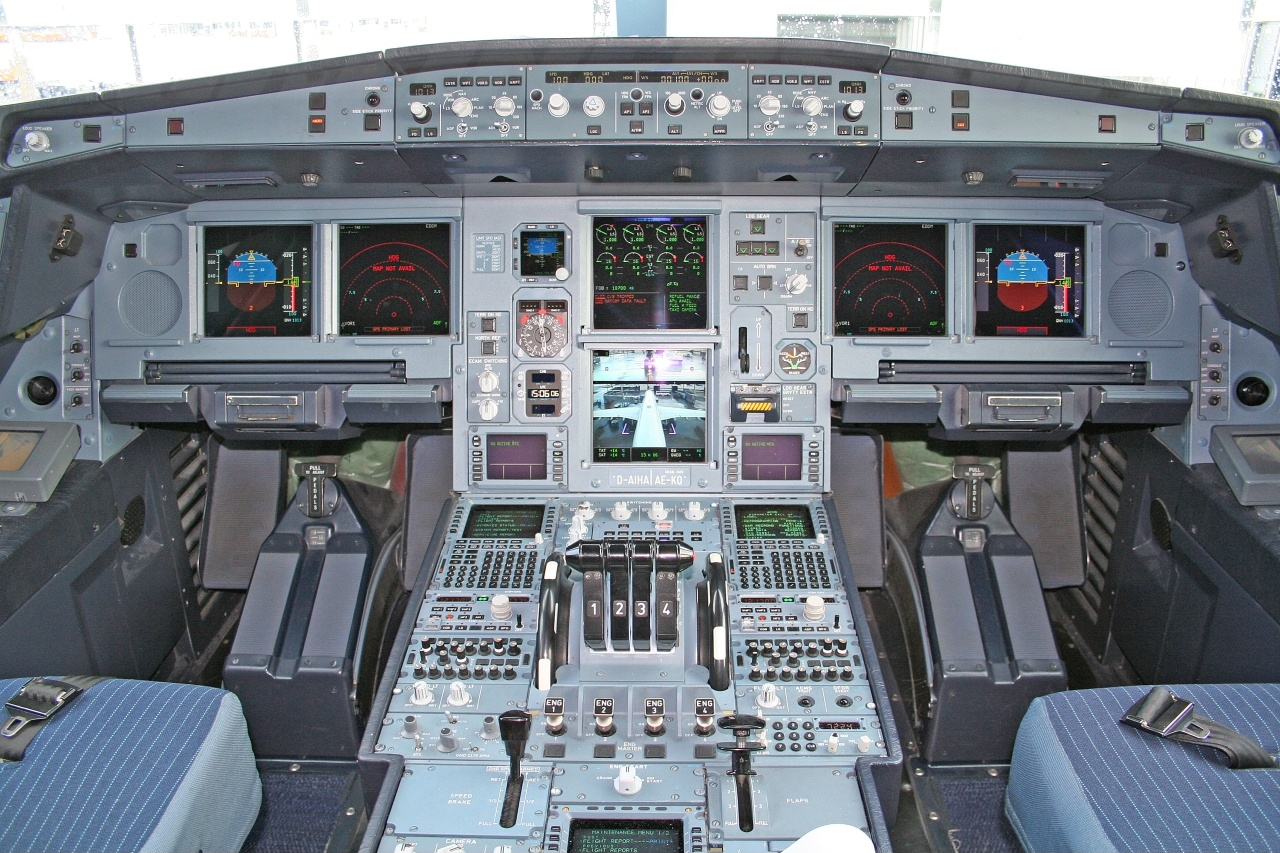
Cockpit einer A340

Das Fahrwerk der A340 ist als konventionelles Einziehfahrwerk ausgeführt und wird hydraulisch betätigt. Es besteht aus einem einachsigen Bugfahrwerk mit zwei Rädern, zwei Hauptfahrwerken, die zweiachsig mit jeweils vier Rädern ausgestattet sind und einem zusätzlichen mittleren Fahrwerk zwischen den Hauptfahrwerken, das in den Versionen -200/-300 zweirädrig, in den Versionen -500/-600 vierrädrig ist. Ebenso wie beim Schwestermodell A330 wird die Länge der Hauptfahrwerksbeine beim Einfahren des Fahrwerks um 6 Zoll (152,4 mm) verkürzt, indem die Stoßdämpfer in die Fahrwerksbeine hineingezogen werden. Auch die Bugradlenkung arbeitet mit Hydraulik. Die hydraulisch betätigten Bremsen der acht Hauptfahrwerksräder sind mit Bremsscheiben aus Kohlenstoff ausgestattet. Bugfahrwerk und mittleres Fahrwerk sind bei der A340-200/300 ungebremst. Bei der A340-500/600 ist dagegen das mittlere Fahrwerk auch mit Bremsen ausgestattet. Die Bremsen haben ein Antiblockiersystem und sind temperaturüberwacht.

### Flugsteuerung
Die A340 hat ein digitales, mehrfach computerüberwachtes Flugsteuerungssystem, das mittels des Sidesticks und der Ruderpedale im Cockpit betätigt wird. Dieses wurde von der A320 übernommen. Es besteht keine mechanische Verbindung mehr zu den Steuerflächen. Nur das Seitenruder und die Höhenflosse können in den Versionen -200/-300 noch manuell über Seilzüge betätigt werden. Alle Steuerflächen werden hydraulisch von drei unabhängigen Hydrauliksystemen betätigt. Durch die vollkommen digitale Steuerung, die durch mehrere Computer erfolgt, hat Airbus eine Reihe von elektronischen Sicherheitsroutinen eingebaut, die das Flugzeug vor unkontrollierten Flugzuständen schützen sollen. Ein solches System wurde hier erstmals in einem Großraumflugzeug angewandt. Boeing zog erst Jahre später mit der 777 nach. Durch dieses System konnte Airbus auch ein Cockpitlayout und Flugverhalten erreichen, das der A320-Familie so ähnlich ist, dass es Piloten der A320 nach einer kurzen Schulung möglich ist, die A340 zu fliegen.

## Varianten

### Klassische Varianten
Die sogenannten klassischen Varianten sind fast vollständig bauteilgleich mit der A330. Sie sind durch die kleineren Triebwerke vom Typ CFM56 und das zweirädrige Mittelfahrwerk gekennzeichnet und bilden die Grundlage der A340-Familie, aus denen später größere und weiterentwickelte Varianten entstanden.

#### A340-200

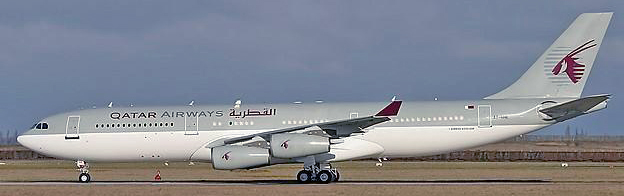
Ein Airbus A340-200 der Qatar Airways

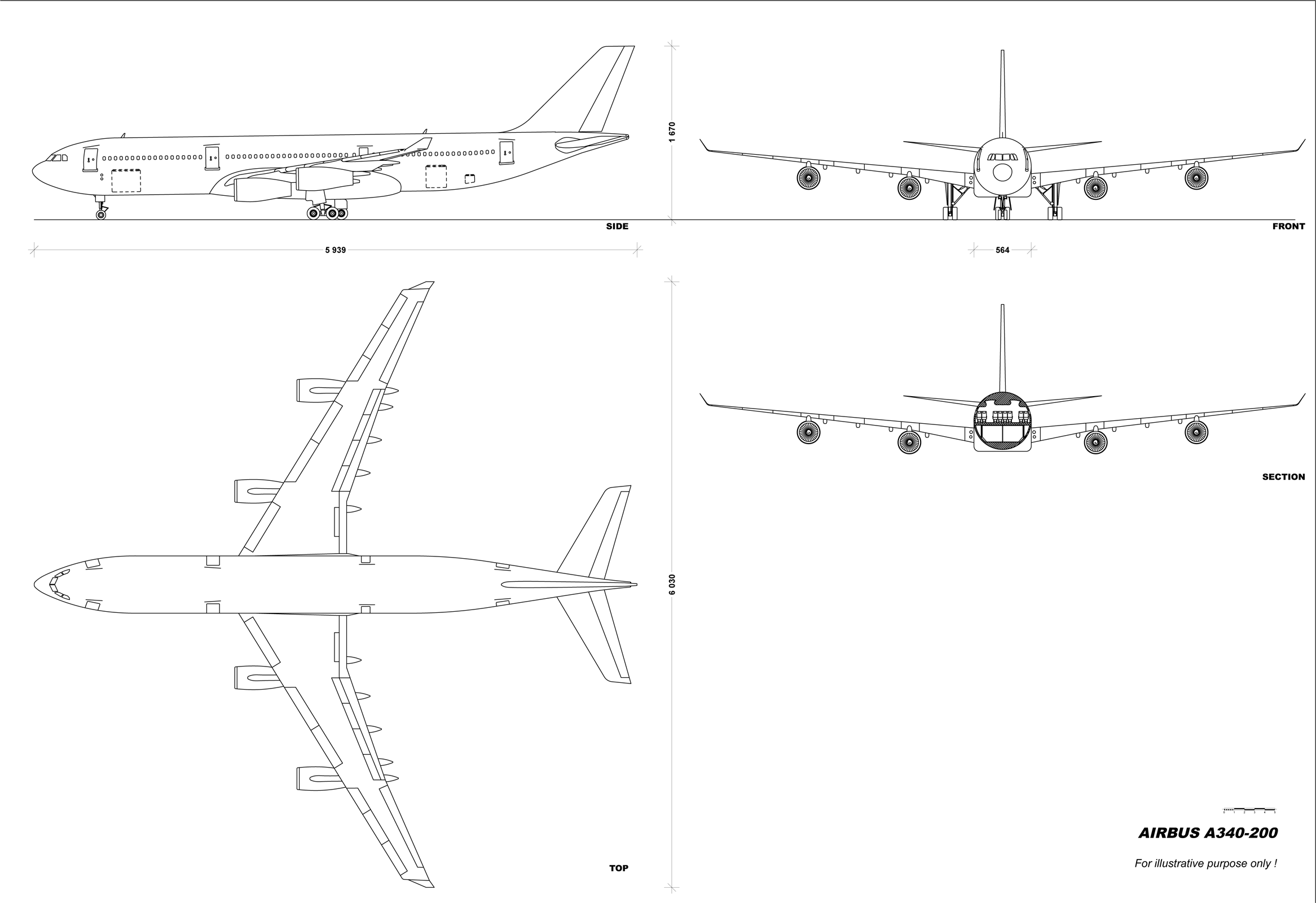
Rissansichten der A340-200

Die A340-200 ist eine um 4,68 m gekürzte Version der Grundversion -300 und für längere Langstrecken gedacht. Sie kann bei einem maximalen Abfluggewicht von 257 t in einer Drei-Klassen-Konfiguration der Kabine 261 Passagiere über eine Strecke von bis zu 13.000 km transportieren bzw. 239 Passagiere über 14.000 km. Es kommen vier CFMI CFM56-5C2-Triebwerke zum Einsatz. Die Entwicklung der A340-200 begann 1987, der Erstflug erfolgte am 1. April 1992. Sie wurde 1993 von Lufthansa in Dienst gestellt. Ab 1994 wurde eine Version mit erhöhtem Abfluggewicht von 260 t angeboten. Vor allem auf Grund der hohen Betriebskosten und des kleinen Einsatzfeldes war die A340-200 kein kommerzieller Erfolg. Im Jahr 2002 wurde diese Version nach nur 28 gebauten Exemplaren von Airbus aus dem Programm genommen.
Noch immer hält die Variante A340-200 den Streckenrekord für vierstrahlige Passagierflugzeuge, aufgestellt auf einem Testflug von Paris nach Auckland mit mehr als 19.000 km im Jahr 1994.
A340-200E
Eine von den Abmessungen her auf der A340-200 basierende Variante mit einem noch weiter erhöhten Abfluggewicht von 275 Tonnen und zwei zusätzlichen Kraftstofftanks im Frachtraum wurde von Airbus ab 1997 zunächst unter der Bezeichnung A340-8000 entwickelt, später aber als A340-200E (E für Enhanced) vermarktet. Dank der größeren Kraftstoffkapazität konnte die Reichweite mit 232 Passagieren auf 14.800 km erhöht werden. Als Triebwerke wurden wie bei der A340-313E die 151 kN-starken CFMI CFM56-5C4 verwendet. Wegen des auch bei dieser Variante kostenintensiven Betriebs und des nur sehr kleinen wirtschaftlich zu betreibenden Einsatzspektrums für Ultralangstrecken nahmen die Fluggesellschaften diese Variante jedoch nicht an.
Der Sultan von Brunei bestellte das einzige gebaute Exemplar, das nach seinem Erstflug im Dezember 1997 aber nie ausgeliefert wurde. Die Maschine mit der Seriennummer 204 war gleichzeitig die letzte gebaute A340-200. Sie wurde der Lufthansa-Technik zur Innenausstattung übergeben und war seit 1998 am Flughafen Berlin-Schönefeld und ab 2002 in Hamburg-Fuhlsbüttel abgestellt. Im Jahr 2007 wurde die Maschine an die als Saudi Arabian VIP bekannte Royal Flight-Abteilung von Saudi Arabian Airlines verkauft.
Das Flugzeug mit der Baunummer 204 ist (Stand 2020) immer noch für die saudi-arabische Regierung im Einsatz mit dem Luftfahrzeugkennzeichen HZ-HMS2.

#### A340-300

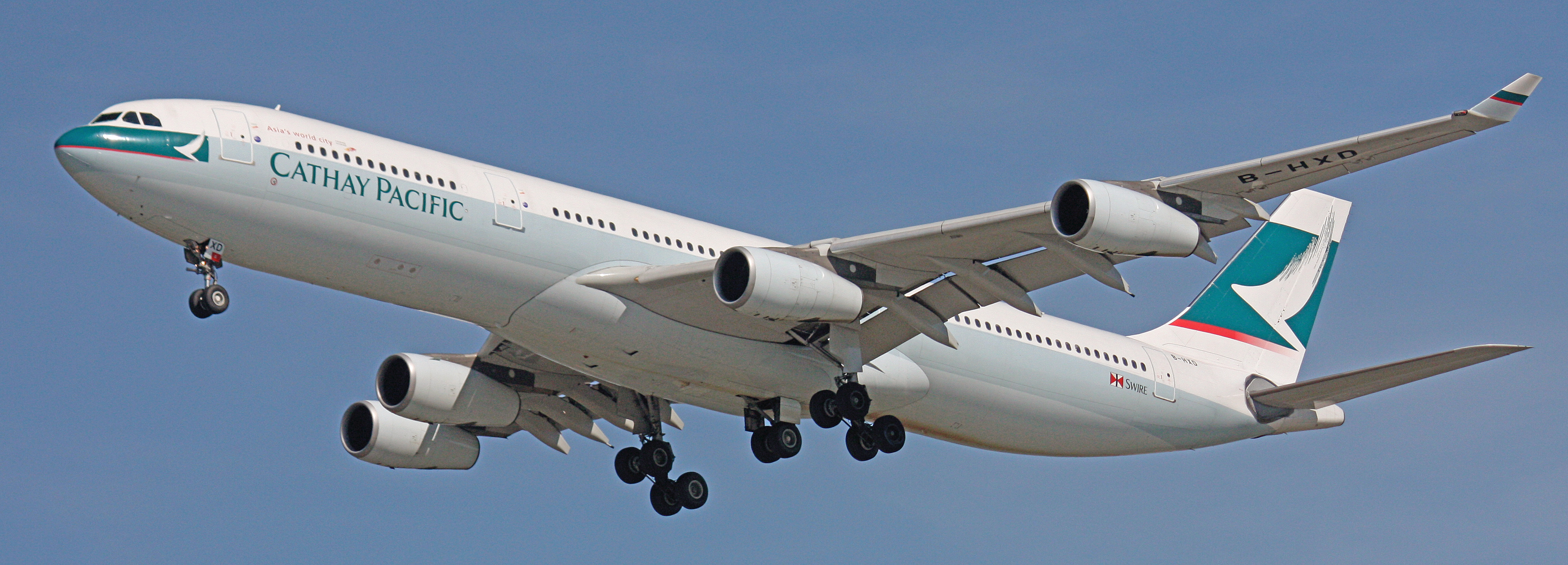
Ein Airbus A340-300 der Cathay Pacific

Die A340-300 stellt die Grundversion der Familie dar und kann 295 Passagiere in einer Drei-Klassen-Konfiguration über eine Entfernung von 12.400 km befördern. Als erste A340 hatte eine -300 ihren Erstflug am 25. Oktober 1991 und wurde im März 1993 von Lufthansa und Air France in den Flugdienst aufgenommen. Es sollten eigentlich speziell für die 300er-Version entwickelte Triebwerke von IAE verwendet werden. Dieses Unternehmen stellte die Entwicklung des Triebwerks jedoch ein und Airbus verwendete stattdessen vier CFMI CFM56-5C-Turbofans. Dies führte gegenüber der ursprünglichen Auslegung zu einem höheren Verbrauch, während sich gleichzeitig die Reichweite und Reisegeschwindigkeit verringerten.

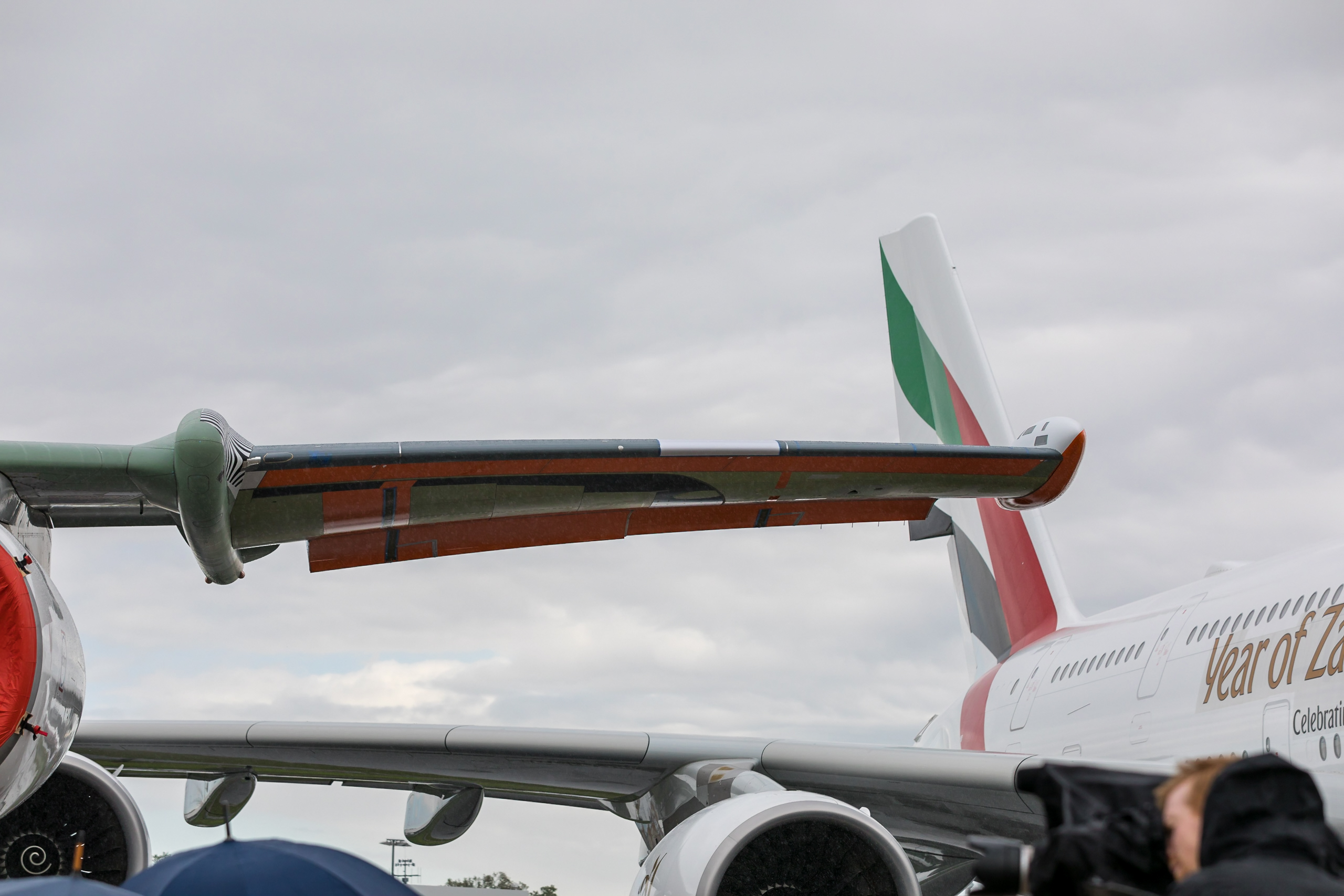
Laminares Flügelprofil des 340-300 BLADE

Im Jahr 2017 wurde der Prototyp der A340-300 reaktiviert und für Testflüge genutzt. Das Flugzeug mit der Manufacturer Serial Number 001 und dem Luftfahrzeugkennzeichen F-WWAI erhielt dabei einen Umbau, der besonders an den veränderten Flügelspitzen zu erkennen ist. Ziel des Umbaus war es, den Treibstoffverbrauch im Rahmen des Clean Sky Programms mit Hilfe eines laminaren Flügels zu erforschen und zu senken.
Das Flugzeug wurde am 6. August 2019 auf dem Flughafen Tarbes Lourdes in Südfrankreich abgestellt.
A340-300E
Die A340-300E, oft auch als A340-300X bezeichnet, ist eine für höheres Abfluggewicht ausgelegte und mit stärkeren Triebwerken ausgestattete Version der A340-300. Das erste Exemplar wurde im April 1996 an Singapore Airlines geliefert, die diese Version mittlerweile nicht mehr betreibt. Das maximale Abfluggewicht wurde für die -300E auf 271 bis 275 Tonnen erhöht, wobei das Flugzeug 295 Passagiere bis zu 13.525 km weit transportieren kann. Als Triebwerke werden stärkere CFM International CFM56-5C4s mit je 151 kN verwendet.
A340-300 Enhanced

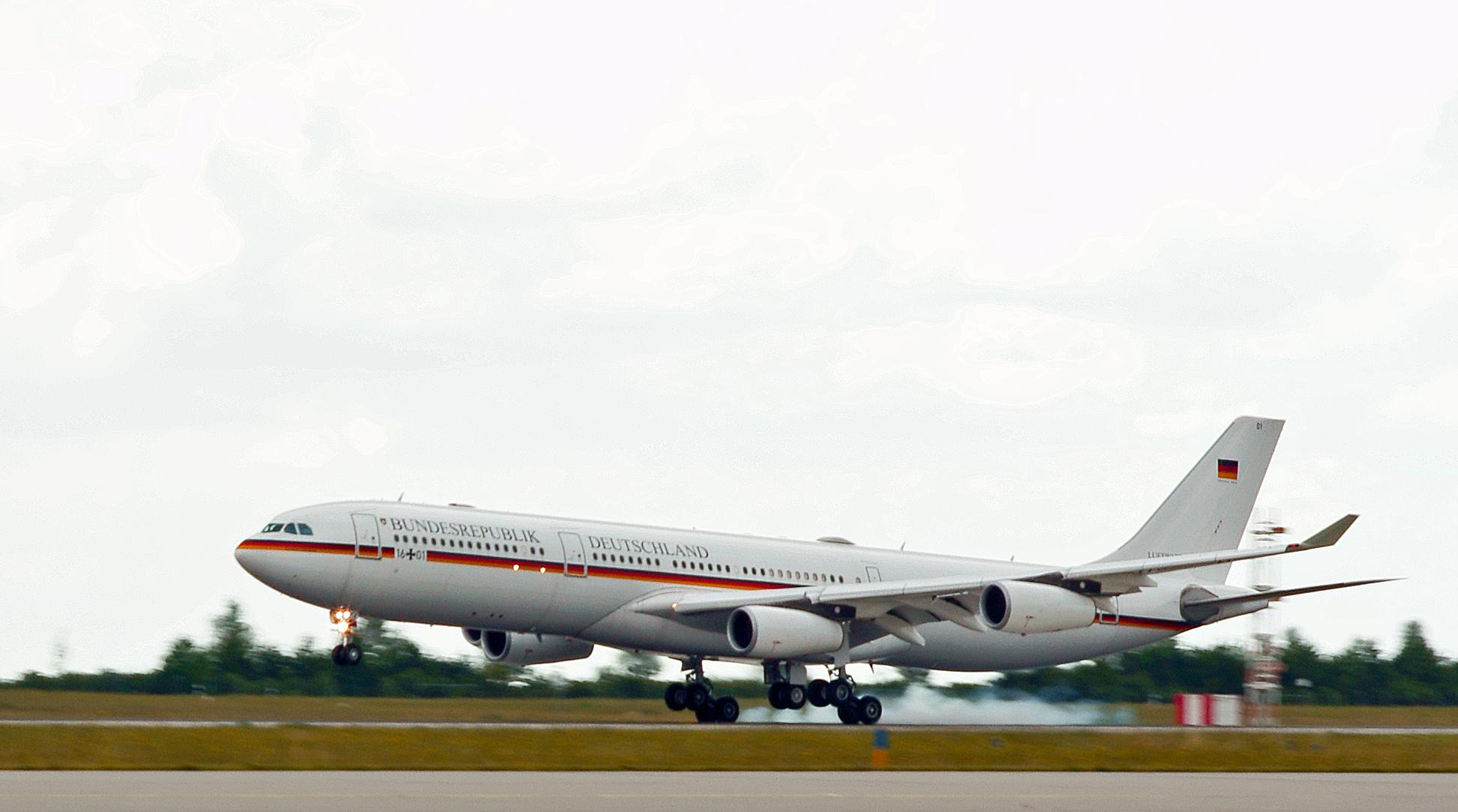
Offizielle Regierungsmaschine der Bundesrepublik Deutschland: Airbus A340-313X VIP 16+01 „Konrad Adenauer“

2003 erfolgte eine erneute Aktualisierung, unter dem Namen A340-300 Enhanced führte Airbus eine neue Variante mit verbesserten CFM56-5C/P-Triebwerken sowie den ursprünglich für die A340-500 und -600 entwickelten verbesserten Avionik- und Fly-by-wire-Systemen ein. Diese Variante wurde zum ersten Mal im Jahr 2003 an Swiss ausgeliefert, daneben war South African Airways ein Kunde.
Die Flugbereitschaft des Bundesministeriums der Verteidigung hat im Dezember 2010 zwei A340 aus dem Bestand der Lufthansa übernommen, die als Regierungsflugzeuge der Bundesrepublik Deutschland umgebaut und ausgestattet und im Frühjahr 2011 unter den Namen „Konrad Adenauer“ und „Theodor Heuss“ in Dienst gestellt wurden. Sie ersetzten zwei über 20 Jahre alte Airbus A310, die nach der Wende von der staatlichen Fluggesellschaft der DDR, Interflug, übernommen worden waren. Die beiden Maschinen wurden in den vergangenen Jahren mit einem Abwehrmechanismus für Raketen vom Typ AN/AAQ-24 (V) LAIRCM ausgerüstet.

#### A340-400
Die A340-400 war ein Konzept, das eine nochmalige Rumpfstreckung auf 70,00 m und anstatt des vorderen Frachtraumes ebenfalls einen Passagierraum mit Fenstern unterhalb der normalen Kabine vorsah. Es wurde als Ersatz für die in Asien eingesetzten B747SR projektiert, jedoch nicht verwirklicht. Durch eine größtmögliche Kommunalität zur A340-200/-300 sollten Entwicklungskosten eingespart werden: Die Tragflächen wären quasi unverändert geblieben, und man hätte erneut die eigentlich nicht ideal zum Flugzeugtyp passenden relativ schwachen CFM-56-Triebwerke als Antrieb verwendet. Dadurch wäre die Reichweite drastisch auf 10.927 km gesunken. Da Boeing zeitgleich mit der 777-300 ein ähnliches, aber effizienteres Flugzeug präsentierte, ließ Airbus die Pläne für die A340-400 fallen und verfolgte mit der A340-500/-600 einen neuen Ansatz, der tiefgreifendere Änderungen am Flugzeug vorsah.

### „Nächste Generation“
Die „Next-Generation“-Modelle sind äußerlich durch die größeren Triebwerke vom Typ Rolls-Royce Trent 500 und das zweiachsige mittlere Fahrwerk gekennzeichnet. Sie haben geänderte Tragflächen und eine weiterentwickelte Flugsteuerung, die Airbus seitdem auch in die neugebauten Exemplare der alten Baureihe A340-300 (Bezeichnung: A340-300 Enhanced) installiert. Die Tragflächen wurden um 20 Prozent vergrößert, erhielten neu entwickelte Mittelstücke und Winglets. Die Pfeilung wurde dabei auf 31,1° erhöht, womit diese Maschinen jetzt eine Spannweite von 63,45 Metern aufweisen. Außerdem wurde das Höhenruder neu entwickelt und ein vergrößertes Seitenruder vom Airbus A330-200 übernommen; beide werden jetzt rein elektronisch angesteuert. Das Fahrwerk wurde ebenfalls neu entwickelt; zudem ist bei diesen Versionen auch das mittlere Fahrwerk mit Bremsen ausgestattet. Um die Reichweite und die Reisegeschwindigkeit zu erhöhen, vergrößerte Airbus auch die Kraftstoffkapazität um 50 Prozent.

#### A340-500

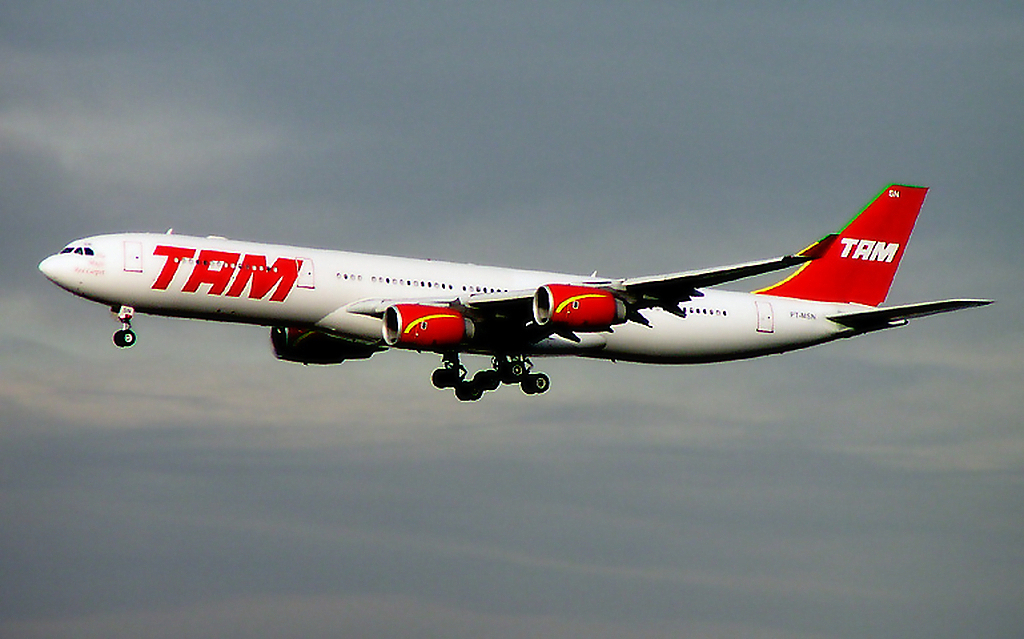
Ein Airbus A340-500 der TAM

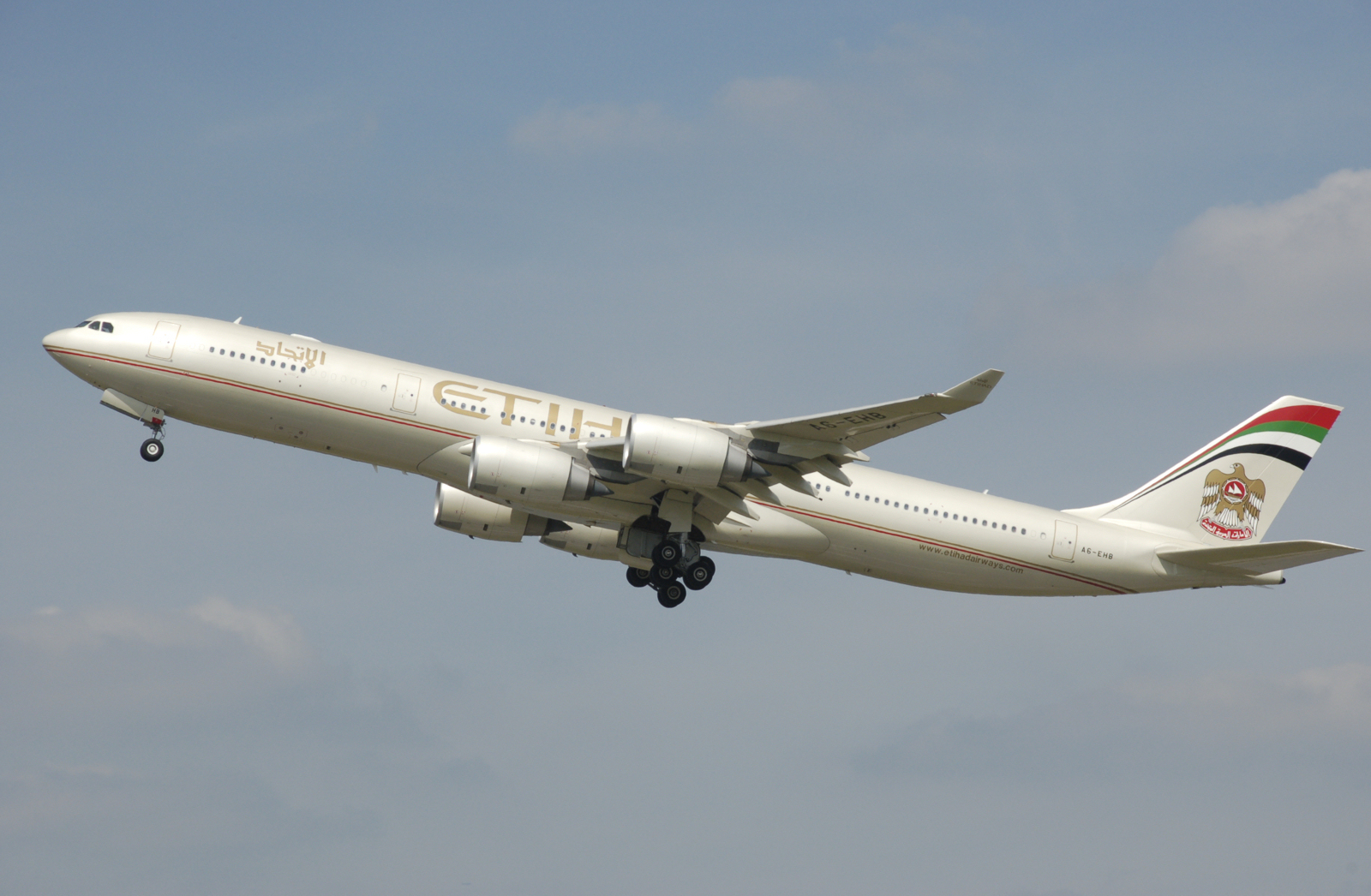
Ein Airbus A340-500 der Etihad

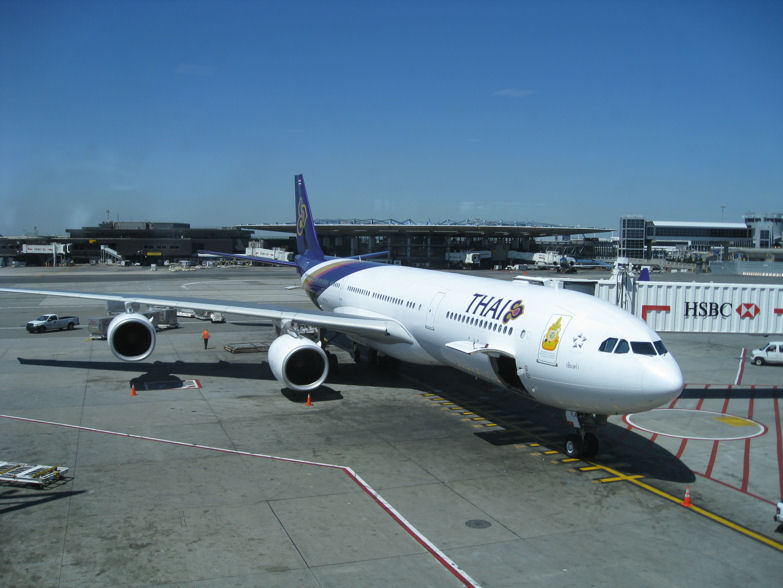
Ein Airbus A340-500HGW der Thai Airways im Jahr 2008

Die A340-500 ist die Ultralangstreckenversion der neuen Varianten und besitzt die gleichen Tragflächen wie die A340-600. Sie kann 313 Passagiere in drei Klassen über eine Strecke von 15.740 Kilometer transportieren. Der Rumpf wurde von der A340-300 übernommen, jedoch um 4,20 Meter gestreckt. Im Rumpf ist ein zusätzlicher Kraftstofftank installiert, um die Reichweite zu erhöhen. Das maximale Abfluggewicht liegt bei 368 Tonnen. Die A340-500 verfügt wegen ihrer Rumpflänge über eine Heckkamera, welche die Piloten beim Rangieren auf den Flughäfen unterstützt. Das Konzept wurde erstmals auf der Paris Airshow 1997 vorgestellt. Der Erstflug fand am 11. Februar 2002 statt und das erste Exemplar wurde am 3. Dezember 2002 an Emirates ausgeliefert.
Ab dem 28. Juni 2004 flog Singapore Airlines mit der A340-500 die Route Singapur – New York (Newark) (16.668 km) nonstop in 18 Stunden und 18 Minuten. Diese Strecke war der längste kommerzielle Linienflug der Welt und konnte nur unter massiver Einschränkung der Fracht- und Passagierkapazität geflogen werden, so dass anfangs lediglich 181 Passagiere an Bord Platz fanden. Später wurde die Sitzanordnung der A340-500-Maschinen der Singapore Airlines in eine reine „Business Class“-Anordnung geändert, mit nur noch 100 Sitzplätzen. Für den Erstflug dieser Strecke benötigte die Maschine noch rund 22 Minuten mehr. Mit dem gleichen Typ hielt die Fluggesellschaft zuvor den Rekord auf der Strecke Singapur – Los Angeles mit einer Flugzeit von 16 Stunden (14.700 km). Der Ultra-Langstreckenflug führte je nach Wetterlage über Sibirien und den Nordpol oder über Europa und den Atlantik und sparte gegenüber einer Umsteigeverbindung vier Stunden. Der Rückflug war planmäßig mit 17 Stunden und 14 Minuten etwas kürzer. Beide Nonstop-Strecken (Newark und Los Angeles) wurden zum 23. November 2013 aus wirtschaftlichen Gründen eingestellt. Mit der Einstellung dieser Linienflüge wurden alle A340-500 der Singapore Airlines ausgemustert. Damit befinden sich keine Maschinen des Typs A340 mehr in ihrer Flotte.
Die A340-500HGW (High Gross Weight – Hohes Gesamtfluggewicht) ist eine Version mit einem um 12 Tonnen auf 380 Tonnen erhöhten maximalen Startgewicht und einer leistungsstärkeren Variante der Rolls-Royce-Trent-500-Triebwerke. Das mögliche höhere Tankvolumen steigert die Reichweite auf 16.700 Kilometer. Die Zertifizierung fand am 15. Februar 2007 statt. Die erste Maschine wurde an Thai Airways ausgeliefert. Die Ultra-Langstrecke nonstop von Bangkok Suvarnabhumi Airport nach New York John F. Kennedy International Airport wurde von Thai Airways in 17 Stunden 30 Minuten geflogen. Diese Langstreckenverbindung wurde zum 1. Juli 2008 aufgegeben.
Die A340-500 war bis zum Erscheinen der Boeing 777-200LR im Jahr 2006 der Rekordhalter im Liniendienst-Langstreckenflug. Der Airbus A340-500 wie auch die Boeing 777-200LR besetzen ein relativ kleines Nischensegment, da der Kundenkreis bei den hohen Flugpreisen, aufgrund der erheblichen Einschränkungen bei der Zuladung zum Erreichen der maximalen Reichweite, sehr gering ist. Darüber hinaus belasten derart lange Nonstop-Flüge die Besatzungen der Maschinen erheblich.
Air Canada hat ihre beiden Exemplare des Typs nach nur etwa drei Jahren bereits weiterverkauft; der neue Betreiber TAM setzte diese Maschinen ebenfalls nur vier Jahre ein, bis sie 2011 abgestellt wurden. Eine Maschine der ehemaligen Air Canada/TAM-A340-500 wurde inzwischen verschrottet, während für die zweite seit 2011 kein neuer Betreiber gefunden werden konnte. Insgesamt ist der Gebrauchtmarkt für die A340-500 schwach – von 35 zwischen 2002 und 2010 produzierten Exemplaren befinden sich mit Stand November 2015 lediglich noch elf im Einsatz, davon vier als Regierungsflugzeuge in VIP-Ausstattung. Von Dezember 2015 bis August 2018 wurde eine weitere A340-500 von Italien als Regierungsflugzeug vom vorherigen Betreiber Etihad gemietet, zunächst incl. der Besatzung. Im Mai 2021 war weltweit nur noch eine einzige A340-500 im kommerziellen Einsatz. Azerbaijan Airlines betrieb diese auf der Route Baku nach Moskau. Eine weitere Maschine hat die Fluggesellschaft geparkt.

#### A340-600

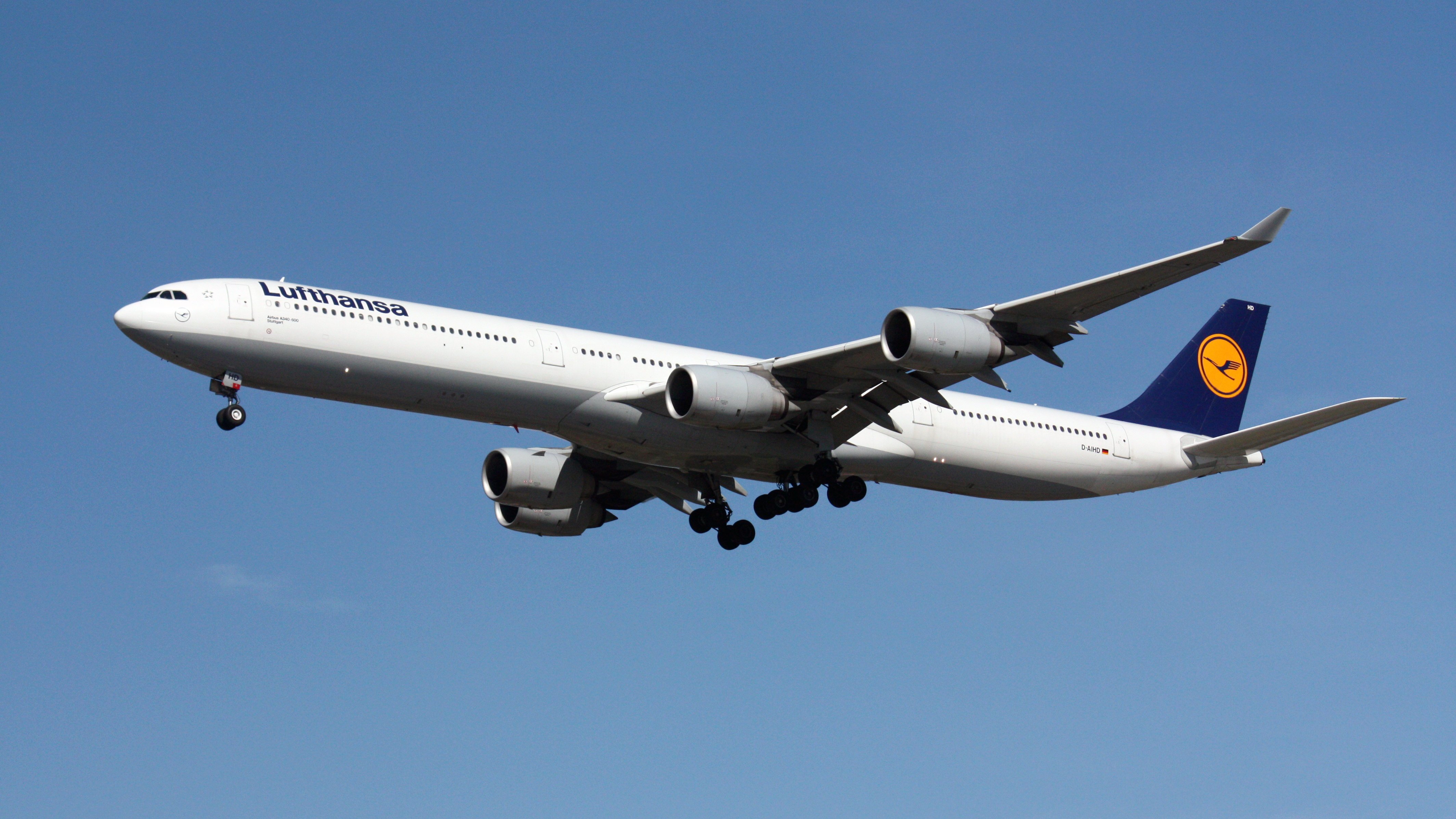
Ein Airbus A340-600 der Lufthansa

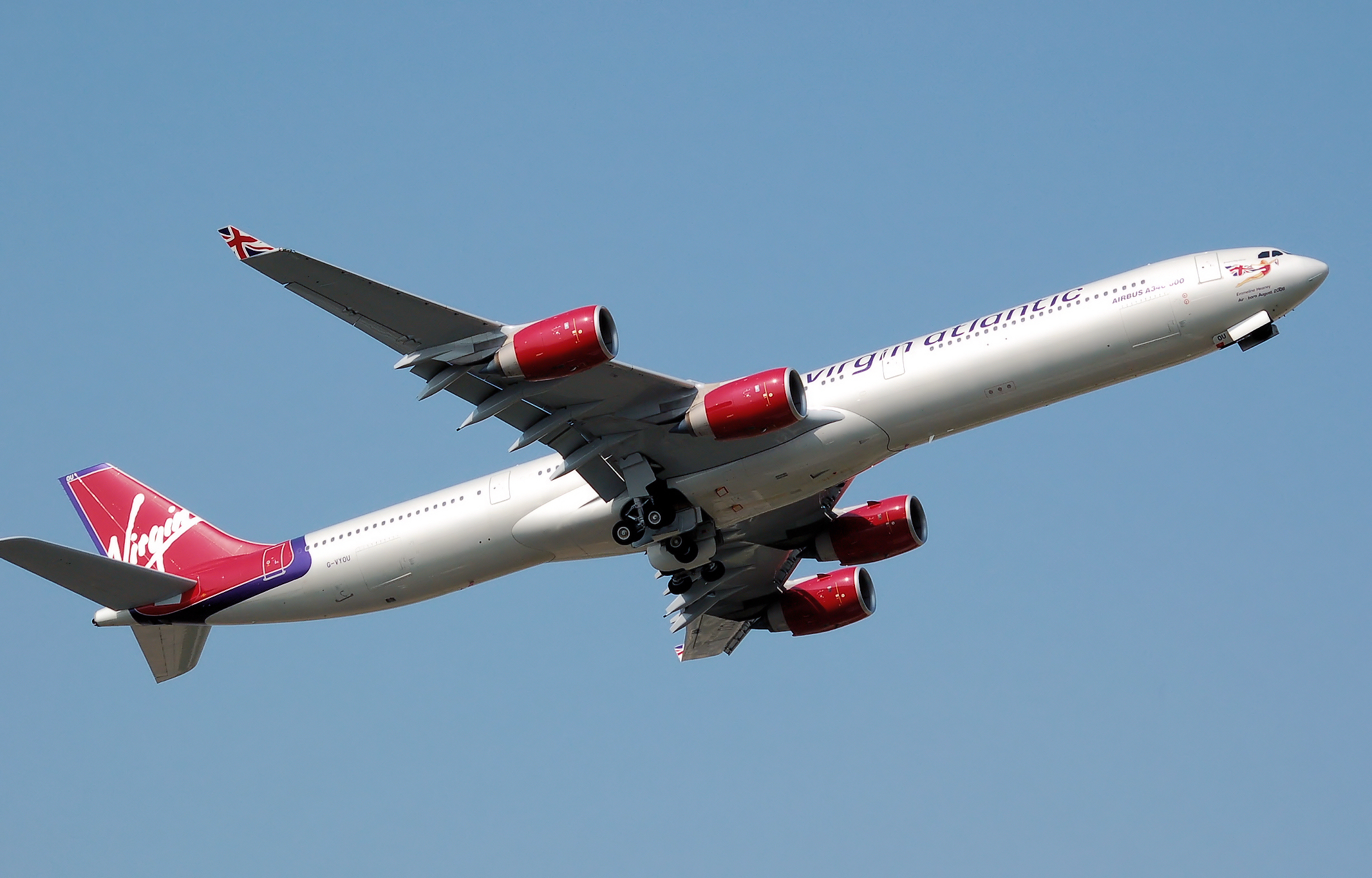
Ein Airbus A340-600 der Virgin Atlantic Airways

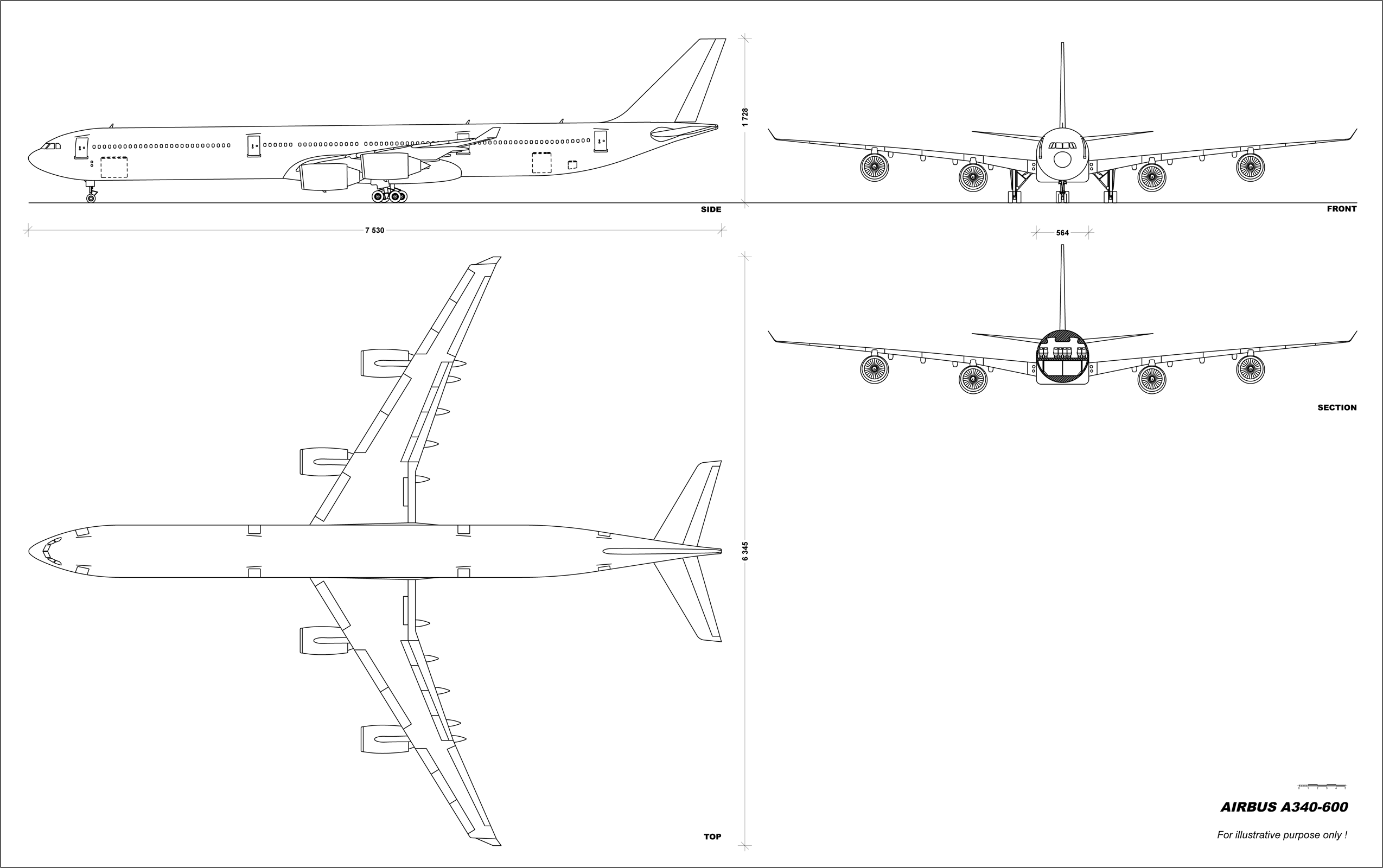
Rissansichten der A340-600

Der gegenüber der A340-500 noch einmal um 7,50 m gestreckte Rumpf der A340-600 machte sie bis zum Erstflug der Boeing 747-8 zum längsten Passagierflugzeug der Welt. Mit 75,30 Metern ist das Flugzeug über zwei Meter länger als der Airbus A380 (dem Flugzeug mit der größten Passagierkapazität). Sie hat eine Reichweite von 13.900 km und kann dabei bis zu 380 Passagiere in drei Klassen oder bis zu 419 in zwei Klassen befördern. Ziel war der Ersatz der frühen Versionen der Boeing-747-Modelle 747-100, -200 und -300, da die A340-600 die gleiche Anzahl von Passagieren bei doppelt so hohem Frachtvolumen und erheblich niedrigeren direkten Betriebskosten befördern kann. Der Erstflug der A340-600 fand am 23. April 2001 statt. Virgin Atlantic Airways nahm als erste Fluggesellschaft im August 2002 den Flugbetrieb mit diesem Typ auf. Mit Stand Mai 2015 setzen weltweit noch acht Betreiber A340-600 ein.
Die A340-600 konnte zunächst die Gewichtszusagen und damit auch einige garantierte Leistungswerte nicht einhalten. Die Fluggesellschaft Virgin Atlantic erhielt daher Ersatzflugzeuge, und die sieben zu schweren Exemplare wurden zu einem reduzierten Preis an Iberia Airlines und Cathay Pacific weiterverkauft.
Mit einem Passagierflugzeug dieser Länge hat Airbus die für die Flugzeugabfertigung an Flughäfen standardisierte Maximallänge von 80 Metern fast ausgeschöpft. Daher verfügt auch die A340-600 über Kameras, um die Piloten beim Rangieren auf Flughäfen zu unterstützen. Als Triebwerke werden vier 249 kN starke Rolls-Royce-Trent-500-Turbofans verwendet. Wegen der hohen Startmasse ist das zusätzliche Fahrwerk in der Mitte des Rumpfes (Center Gear) bei der A340-500 und -600 zweiachsig.
Bei einigen Konfigurationen der Familie A330/A340 können Passagiere das Unterdeck betreten: Airbus bietet als Option zur Steigerung der Sitzplatzanzahl die sogenannten Lower Deck Facilities an. In dieser Konfiguration wird eine Fläche des Frachtraums, etwa auf Höhe des Flügels, durch Wände abgetrennt und durch einen Treppenaufgang mit dem Passagierraum verbunden und so Raum für die sanitären Anlagen des Hauptdecks geschaffen. Je nach Konfiguration können somit vier bis sechs zusätzliche Reihen verbaut werden.
Im Falle des A340-600 weisen alle Flugzeuge dieses Typs der Lufthansa diese besondere Konfiguration auf.
A340-600HGW
Um die Reichweite zu steigern, wurde auch eine Version „High Gross Weight“ der A340-600 entwickelt. Bei ihr wurde das Abfluggewicht (MTOW) auf 380 Tonnen gesteigert und die Reichweite auf 14.600 km angehoben. Dies wurde durch Erhöhung der Treibstoffkapazität sowie durch den Einsatz einer leistungsstärkeren Variante des Rolls-Royce Trent 500 erreicht. Um gleichzeitig das Gewicht der Flugzeugstruktur zu reduzieren, wird in der Fertigung nun Laserschweißen eingesetzt. Insgesamt ist dadurch laut Airbus die Produktivität verglichen mit der „normalen“ A340-600 um bis zu 18 Prozent gesteigert.
Der Erstflug der A340-600HGW fand am 18. November 2005 statt. Nach der Zertifizierung des Modells im April 2006 begann der Liniendienst im September des Jahres 2006, nachdem Qatar Airways das erste Exemplar am 12. September erhalten hatte.
Auf der Paris Air Show 2003 gab Emirates als erster Kunde bekannt, achtzehn Flugzeuge dieser Variante bestellen zu wollen. Diese Bestellung wurde später jedoch auf unbestimmte Zeit verschoben, da das Flugzeug laut Emirates zur ebenfalls georderten Boeing 777-300ER nur bedingt konkurrenzfähig sei. Andere potenzielle Kunden äußerten ähnliche Bedenken, und die A340-600-Verkäufe blieben weit hinter denen des Boeing-Konkurrenzmodells.
Zunächst schlug Airbus als Lösung eine A340-600E mit neuen Triebwerken und weiteren Gewichtsersparnissen vor. Diese Überlegungen wurden wegen der erforderlichen Investitionen, der benötigten Entwicklungszeit und mangels Kundeninteresses verworfen. Emirates bestellte im November 2007 stattdessen zwanzig Maschinen des neuen Typs A350-1000 – mit dieser Bestellung wurde deren Order für A340-600HGW aus den Airbus-Büchern gestrichen. Zuletzt stornierte Ende 2009 auch Virgin Atlantic ihre letzten sechs bestellten A340-600 im Gegenzug zu einer neuen Bestellung über A330-300. Die letzte A340-600 wurde am 4. August 2010 an Iberia ausgeliefert.

## Zwischenfälle

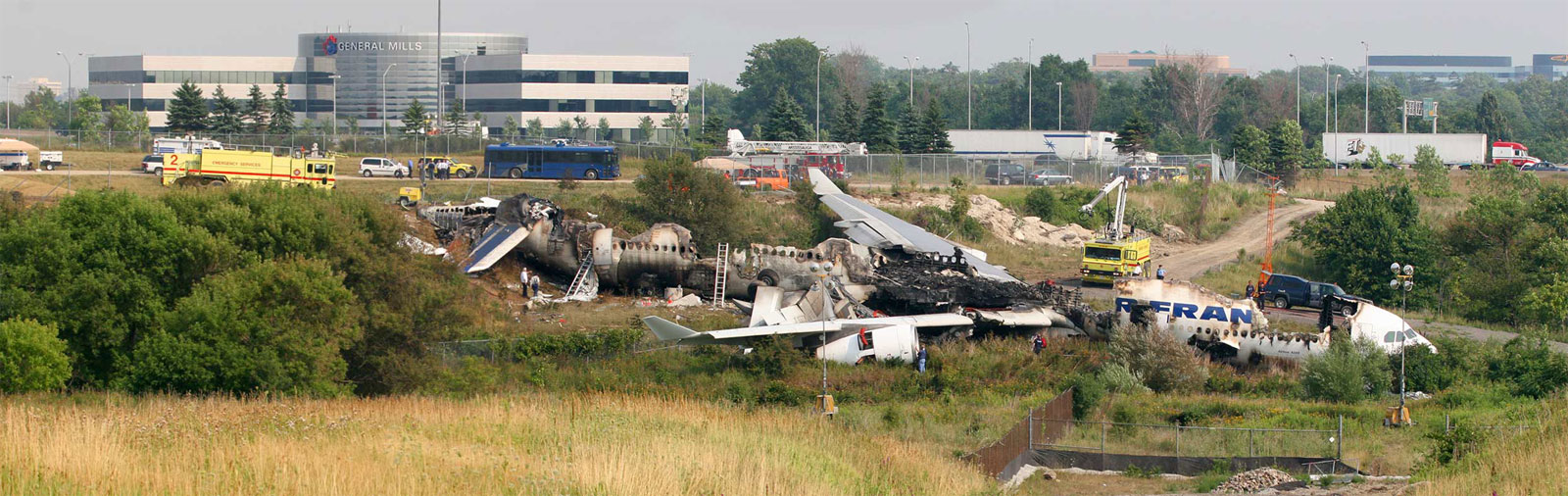
Am 2. August 2005 verunglückte eine A340 auf dem Air-France-Flug 358 in Toronto

Insgesamt wurden vom Erstflug 1991 bis Oktober 2022 sechs Airbus A340 durch Unfälle oder Kriegseinwirkungen zerstört oder derart beschädigt, dass sie als Totalschaden abgeschrieben werden mussten, nur zwei davon im Linienbetrieb. Bei diesen Ereignissen kamen keine Menschen ums Leben. Die Verlustrate von 0,61 Totalabschreibungen pro einer Million Linien-Flüge bis 2016 ist etwas höher als das typische Niveau anderer derzeit betriebener Verkehrsflugzeuge; eine Opferquote von 0 weisen aber sonst nur einige später eingeführte Modelle auf. Folgende Unfälle erregten unter anderem beachtliches mediales Interesse:
- Am 20. Januar 1994 entstand in einem Airbus A340-211 der Air France (Luftfahrzeugkennzeichen F-GNIA) während eines Schleppvorgangs auf dem Flughafen Paris-Charles-de-Gaulle ein Feuer wegen der Überhitzung einer fehlerhaft in Betrieb belassenen elektrischen Hydraulikpumpe. Das Flugzeug brannte völlig aus. Personen kamen nicht zu Schaden.[45]

- Am 5. November 1997 musste eine A340-311 der Virgin Atlantic Airways auf dem Flughafen London Heathrow notlanden, weil der linke Teil des Hauptfahrwerks nicht vollständig ausgefahren war.[46]

- Am 24. Juli 2001 wurde eine A340-300 der Sri Lankan Airlines durch die Guerillatruppe Tamil Tigers zusammen mit zwei A330 und einer A320 der Fluggesellschaft zerstört.[47]

- Am 2. August 2005 setzte eine A340-313X der Air France während eines schweren Unwetters zu spät auf der Landebahn in Toronto auf und konnte nicht mehr rechtzeitig zum Stehen kommen. Bei dem Unfall wurden keine Menschen getötet und nur wenige verletzt. Das Flugzeug brannte innerhalb kürzester Zeit aus (siehe auch Air-France-Flug 358).[48]

- Am 9. November 2007 rutschte in Quito (Ecuador) eine A340-642 der spanischen Airline Iberia über das Ende der regennassen Landebahn hinaus und kam erst in einem Kiesbett zum Stehen. Von den 333 Passagieren an Bord kamen, abgesehen von teilweise leichten Prellungen, alle mit dem Schrecken davon. Bei dem Unfall verlor die Maschine drei Triebwerke, eines der Fahrwerke wurde herausgerissen und auch das Bugfahrwerk kam zu Schaden.[49][50]

- Am 15. November 2007 wurde eine fabrikneue A340-600 während eines Triebwerktests auf dem Airbus-Gelände in Toulouse so stark beschädigt, dass die Maschine abgeschrieben werden musste. Das Flugzeug, das sechs Tage später an Etihad Airways hätte ausgeliefert werden sollen, setzte sich ungewollt in Bewegung und rollte in eine Betonwand. Durch diese wurde die Cockpitsektion vom Rumpf getrennt und fiel auf der anderen Seite der Wand etwa fünf Meter tief zu Boden. Fünf der neun Insassen wurden verletzt.[51][52]

- Am 20. März 2009 wurde Emirates-Flug 407, eine A340-500, beim Start auf dem Flughafen Melbourne durch einen massiven Heckaufschlag auf der Startbahn (auch Tailstrike genannt) schwer beschädigt.[53] Der Untersuchungsbericht kam zu dem Ergebnis, dass die Fehleingabe des Startgewichtes – um 100 Tonnen zu niedrig – zu dem Unfall geführt hat.[54]

- Am 11. Juni 2018 wurde in Frankfurt eine A340-300 der Lufthansa (D-AIFA) durch einen Brand eines Schleppfahrzeuges im Bugbereich schwer beschädigt. Da das Flugzeug beim Schleppvorgang unbesetzt war, gab es keine Verletzten,[55] die 18 Jahre alte A340-300 musste allerdings als Totalverlust abgeschrieben werden.[56]

## Technische Daten
| Kenngröße                        | A340-200             | A340-300             | A340-300E            | A340-4001)        | A340-500                  | A340-600                  | A340-600HGW               |
| -------------------------------- | -------------------- | -------------------- | -------------------- | ----------------- | ------------------------- | ------------------------- | ------------------------- |
| Länge                            | 59,40 m              | 63,60 m              | 63,60 m              | 70,00 m           | 67,90 m                   | 75,30 m2)                 | 75,30 m2)                 |
| Spannweite                       | 60,30 m              | 60,30 m              | 60,30 m              | 60,30 m           | 63,45 m                   | 63,45 m                   | 63,45 m                   |
| Höhe                             | 16,80 m              | 16,80 m              | 16,80 m              | 16,80 m           | 17,80 m                   | 17,80 m                   | 17,80 m                   |
| Flügelfläche                     | 361,63 m²            | 361,63 m²            | 361,63 m²            | 361,63 m²         | 439,40 m²                 | 439,40 m²                 | 439,40 m²                 |
| Flügelpfeilung                   | 30,0°                | 30,0°                | 30,0°                | 30,0°             | 31,5°                     | 31,5°                     | 31,5°                     |
| Rumpfdurchmesser                 | 5,64 m               | 5,64 m               | 5,64 m               | 5,64 m            | 5,64 m                    | 5,64 m                    | 5,64 m                    |
| Kabinenbreite                    | 5,28 m               | 5,28 m               | 5,28 m               | 5,28 m            | 5,28 m                    | 5,28 m                    | 5,28 m                    |
| Reichweite                       | 14.800 km            | 13.350 km            | 13.500 km            | 10.927 km         | 16.700 km                 | 13.900 km                 | 14.600 km                 |
| Reisegeschwindigkeit             | 880 km/h             | 880 km/h             | 880 km/h             | 880 km/h          | 905 km/h                  | 905 km/h                  | 905 km/h                  |
| max. Flughöhe                    | 12.500 m             | 12.500 m             | 12.500 m             | 12.500 m          | 12.525 m                  | 12.525 m                  | 12.525 m                  |
| max. Startmasse                  | 257 t                | 271 t                | 276,5 t              | 267 t             | 368 t                     | 368 t                     | 380 t                     |
| max. Landemasse                  | 181 t                | 192 t                | 192 t                | 206 t             | 246 t                     | 259 t                     | 265 t                     |
| Leermasse                        | 129 t                | 129 t                | k. A.                | k. A.             | 171 t                     | 178 t                     | k. A.                     |
| typ. Sitzplatzanzahl (2 Klassen) | 300 (30B, 270Y)      | 335 (30B, 305Y)      | 335 (30B, 305Y)      | k. A.             | 359 (30B, 329Y)           | 419 (36B, 383Y)           | 419 (36B, 383Y)           |
| typ. Sitzplatzanzahl (3 Klassen) | 261 (12F, 36B, 213Y) | 295 (12F, 42B, 241Y) | 295 (12F, 42B, 241Y) | 335               | 313 (12F, 42B, 259Y)      | 380 (12F, 54B, 314Y)      | 380 (12F, 54B, 314Y)      |
| Triebwerke                       | 4 × CFMI CFM56-5C2   | 4 × CFMI CFM56-5C2   | 4 × CFMI CFM56-5C4s  | 4 × CFMI CFM56-5C | 4 × Rolls-Royce Trent 553 | 4 × Rolls-Royce Trent 556 | 4 × Rolls-Royce Trent 560 |
| Schubkraft gesamt                | 4× 139 kN            | 4× 139 kN            | 4 × 151 kN           | 4 × 152 kN        | 4 × 236 kN                | 4 × 249 kN                | 4 × 267 kN                |

1) Projekt; wurde nie gebaut
2) Mit der Länge von 75,30 m ist der Airbus A340-600 drei Meter länger als ein Airbus A380-800 und steht momentan an fünfter Stelle in der Rangfolge der längsten Flugzeuge, hinter der Antonow An-225 (ein Frachtflugzeug, von dem nur ein Exemplar fertiggestellt wurde) mit 84 m Länge, der derzeit in der Flugerprobung befindlichen Boeing 777-9 mit 76,7 m, der Boeing 747-8I mit 76,40 m und der Lockheed C5 mit einer Länge von 75,53 m.

## Verkaufszahlen und Nutzung
Auflistung der Aufträge und Auslieferungen nach Muster:
Stand: Juli 2021
|                               | A340-200/300 | A340-500/600   | Summe |
| ----------------------------- | ------------ | -------------- | ----- |
| Listenpreise (Stand Mai 2008) | 228 Mio. USD | 250,8 Mio. USD |       |
| Bestellungen                  | 246          | 131            | 377   |
| Auslieferungen                | 246          | 131            | 377   |
| In Betrieb                    | 114          | 100            | 214   |

Die größten Käufer des Airbus A340:

Stand 31. Juli 2014
| Airbus A340-200/300 |    | Airbus A340-500/600     |    |
| ------------------- | -- | ----------------------- | -- |
| Lufthansa           | 15 | Lufthansa               | 16 |
| Iberia              | 17 | Iberia                  | 16 |
| Singapore Airlines  | 17 | Virgin Atlantic Airways | 14 |
| ILFC                | 16 | ILFC                    | 13 |

Die größten Betreiber des Airbus A340:

Stand: Juli 2023
| Airbus A340-200/300 | Airbus A340-200/300 | Airbus A340-500/600 | Airbus A340-500/600 |
| ------------------- | ------------------- | ------------------- | ------------------- |
| Lufthansa           | 17                  | Lufthansa           | 17                  |
| Mahan Air           | 7                   | European Skybus     | 11                  |
| Hi Fly Malta        | 6                   | Mahan Air           | 7                   |
| Hi Fly Malta        | 6                   | USC                 | 4                   |

## Der Airbus A340 als Regierungsflugzeug
Die Regierungen von Deutschland, Frankreich, Libyen, Italien, Thailand, der Türkei, Eswatini, Iran und Saudi-Arabien haben jeweils gebrauchte Maschinen, meist aus der Flotte von Fluggesellschaften, angeschafft und mit VIP-Ausstattungen nachgerüstet.
Die Regierungen von Ägypten, Algerien, Kuwait und Katar haben hingegen fabrikneue A340 bei Airbus bestellt, ebenso wie jene von Brunei, wo das letzte Dienstflugzeug dieses Typs im Juli 2018 außer Betrieb genommen wurde.
Nachdem eine deutsche Regierungsmaschine des Typs A340-300 mit dem Luftfahrzeugkennzeichen 16+01 im August 2023 wegen technischer Mängel an den Auftriebsklappen, die sich nach einer Zwischenlandung nicht wieder einfahren ließen, auch nach einem Reparaturversuch nicht nach Australien fliegen konnte, kündigte ein Sprecher an, dass dieser Flugzeugtyp von der Flugbereitschaft vorzeitig ausgemustert werde. Die reguläre Ausmusterung war zum Jahresende 2023 vorgesehen. Das Flugzeug wurde ab dem 15. Februar 2024 versteigert, den Zuschlag erhielt Lufthansa Technik, die die Maschine zerlegen und Einzelteile weiterverwenden will.